# Túpolev Tu-154
El Túpolev Tu-154 (en ruso: Ту-154; designación OTAN: Careless) es un avión trimotor de medio alcance para 150-180 personas desarrollado en la URSS en 1968. El primer Tu-154 despegó en 1971 y rápidamente se convirtió en una aeronave popular en muchos de los países del bloque socialista. La última venta de este tipo de avión fue hecha a finales de los años 1990. Sin embargo, Túpolev anunció en el año 2006 que la producción del Tu-154 está oficialmente finalizada.
El Túpolev Tu-154 está propulsado por tres motores turbofán NK-8-T instalados en la sección trasera del fuselaje. En la forma y el tamaño se asemeja al ampliamente utilizado Boeing 727.

## Historia

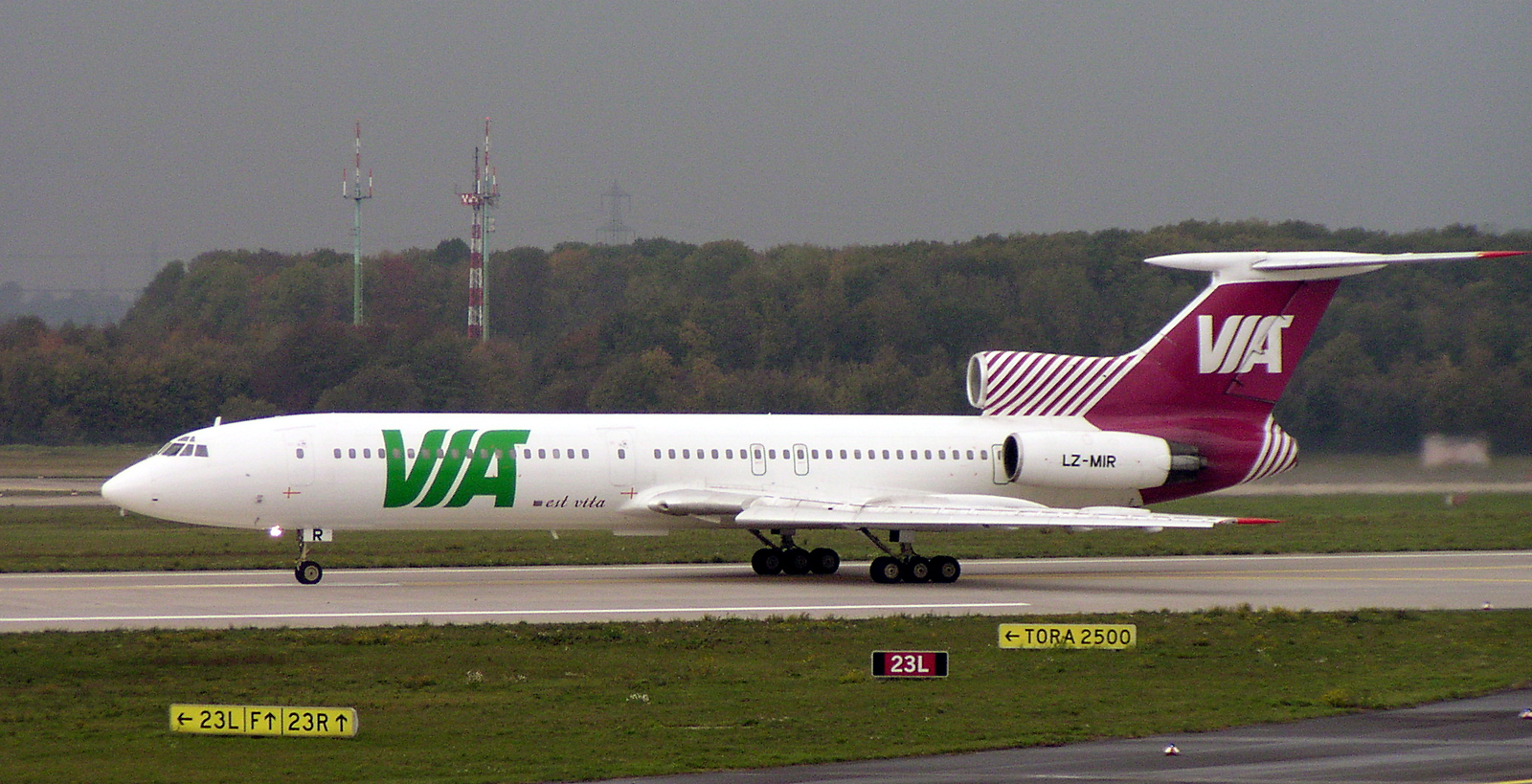
Túpolev Tu-154M de la compañía búlgara Air Via.

El Tu-154 fue un desarrollo ordenado por Aeroflot, que necesitaba de un reactor para sustituir a sus viejos Antonov An-10, Tupolev Tu-104 e Ilyushin Il-18. Entre los requerimientos citados por Aeroflot, se solicitaba que el avión tuviese una capacidad de entre 16-18 t, un alcance de 4.000 km (2159.83 millas náuticas) y una velocidad de crucero de 900 km/h. También se pedía que tuviese una distancia de despegue de no más de 2,6 km.
Conceptualmente era similar al Hawker Siddeley Trident, que realizó su primer vuelo en 1962, y al Boeing 727 el cual realizó su primer vuelo en 1963. Además, el nuevo avión de distancia media de Tupolev estaba siendo desarrollado al mismo tiempo que el reactor de largo alcance de Ilyushin, el Il-62. 

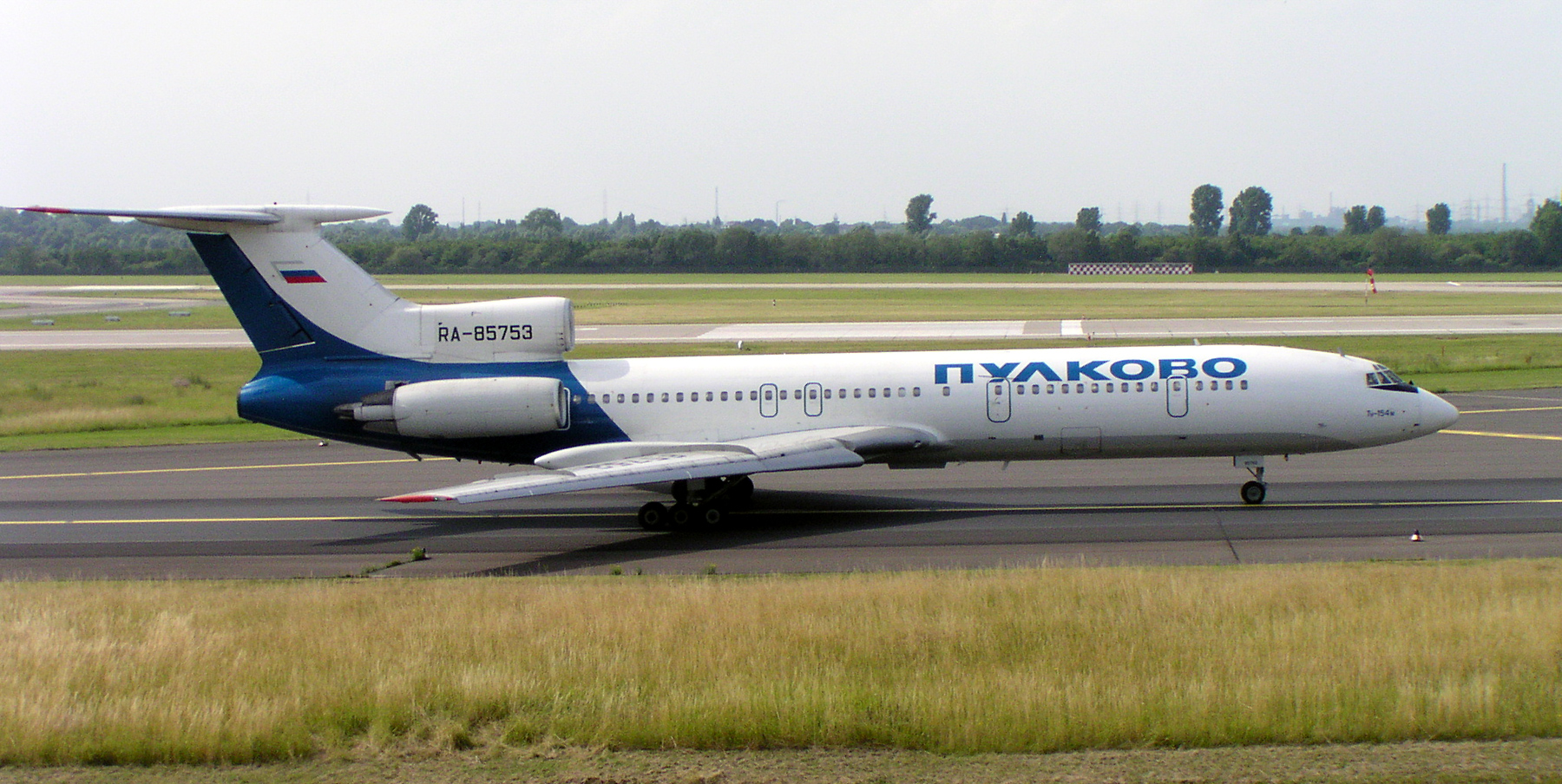
Tu-154 de Pulkovo Air Enterprise

 El Ministerio Soviético para la Industria de la Aviación eligió el Tu-154 para ser incorporado a Aeroflot como el más nuevo avión soviético y que fuese exportado a todos los países del Pacto de Varsovia entre los años de 1970 a 1980.
El primer jefe del proyecto fue Serguéi Yeger, pero en 1964, Dimitri S. Markov asumió ese cargo. En 1975 le cedió el mando del proyecto a Aleksander S. Shengardt, quien finalizó el proyecto.
El primer vuelo del Tu-154 fue el 11 de octubre de 1968. Las primeras entregas a Aeroflot fueron en 1970, siendo estos primeros modelos utilizados en el servicio de correos, siendo en febrero de 1972 cuando se inició el servicio de pasajeros en estos aviones. Para enero de 2009 el Tu-154M aún se fabricaba limitadamente a pesar de los anuncios de que se iba a dejar de producir en 2006. Se construyeron un total de 1.025 Tupolev Tu-154, de los cuales, en el 2009, todavía había 214 en servicio.

## Diseño

### Exterior y técnico

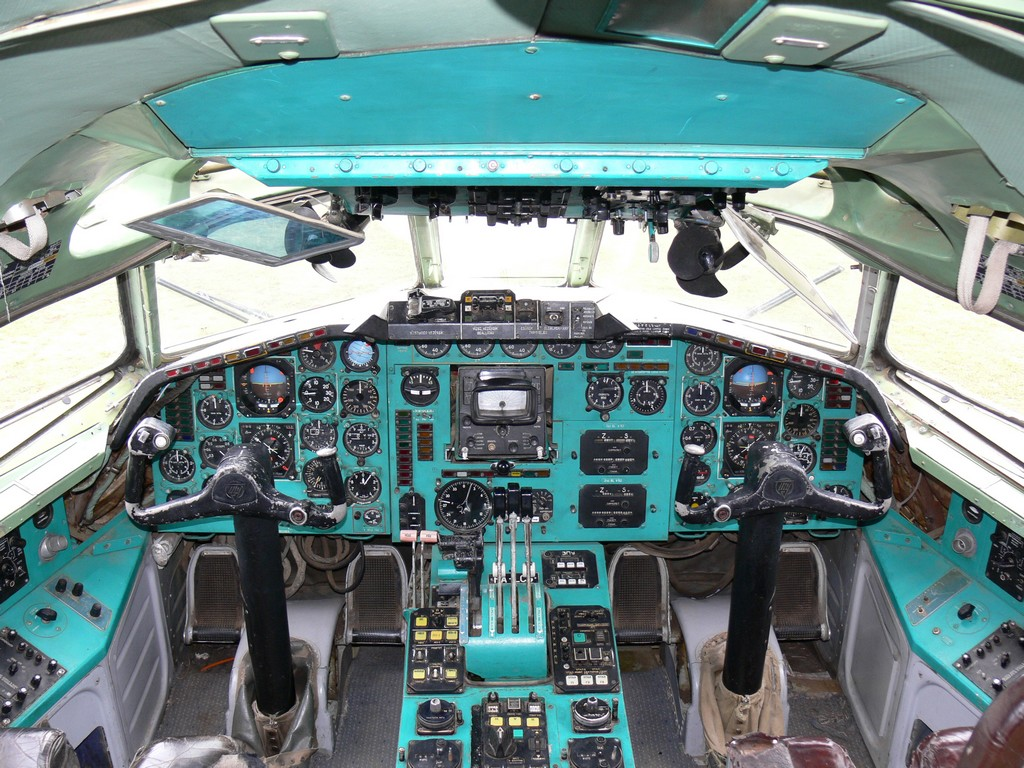
Cabina de mando de un Tu-154M

El Tu-154 está impulsado por 3 motores turbofan de bajo índice de derivación, similares a los de su hermano occidental, el Boeing 727. A pesar de ser similares, el Tu-154 tiene un fuselaje un poco más grande que el Boeing 727. Ambos aviones tienen un Ducto-S para el motor del medio (motor N.º 2). El modelo original era impulsado por motores Kuznetsov NK-8-2. En cambio, la versión mejorada (el Tu-154M) está impulsado por motores Soloviev D-30 KU-154. Todos los Tu-154 tienen una mayor relación empuje a peso que el B-727, lo que le da al avión ruso una mayor potencia, a costa de un mayor consumo de combustible y menor rango de operación. 

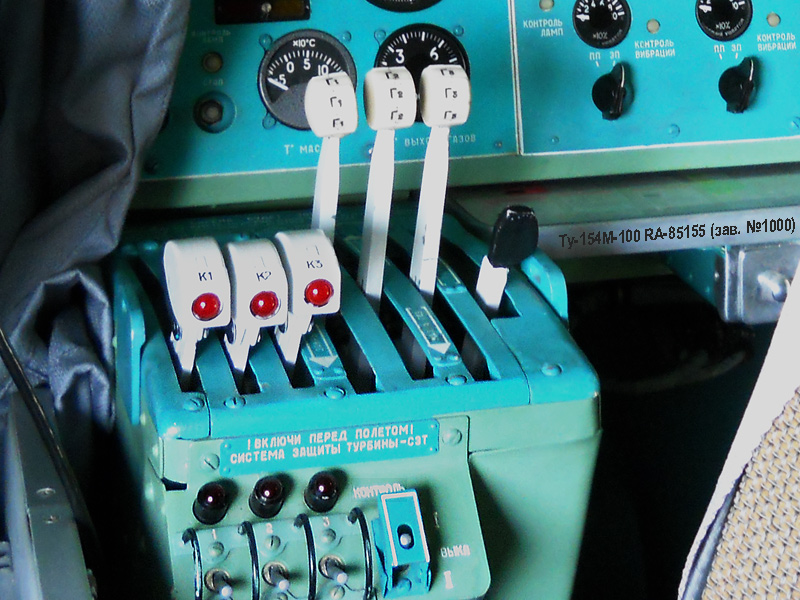
Detalle de las palancas de control del Tu-154

Al igual que el Tupolev Tu-134, el Tu-154 tiene el ala en flecha a 35º. El Hawker Siddeley Trident británico tiene un ángulo similar, mientras el Boeing 727 tiene un ángulo de 32.º. El ala del Tu-154 tiene diedro (perfil de las alas desde una vista frontal) negativo, que es una característica distintiva de los aviones rusos de ala baja diseñados en esa época.
Al igual que muchos otros aviones de fabricación soviética, el Tu-154 tiene un tren de aterrizaje de gran tamaño que le permite aterrizar en pistas sin pavimentar, lo cual era muy común en la Unión Soviética. El avión tiene dos trenes de 6 grandes ruedas de baja presión en la parte trasera, además de un tren de 2 ruedas en la parte delantera. Todos los trenes tienen amortiguadores, lo cual brinda una mejor conducción en las pistas de aeropuertos con baches.
El requisito original era tener una tripulación de vuelo de tres personas - el capitán, primer oficial y el ingeniero de vuelo - a diferencia de la tripulación 4/5-personas en otros aviones soviéticos. Un cuarto tripulante, el navegador era muy común en los aviones soviéticos. Hoy en día ya no se entrenan más navegantes ya que con el retiro de los aviones de la era soviética, se ha reducido la tripulación de 4/5 a solamente 2 personas en la cabina de mando.

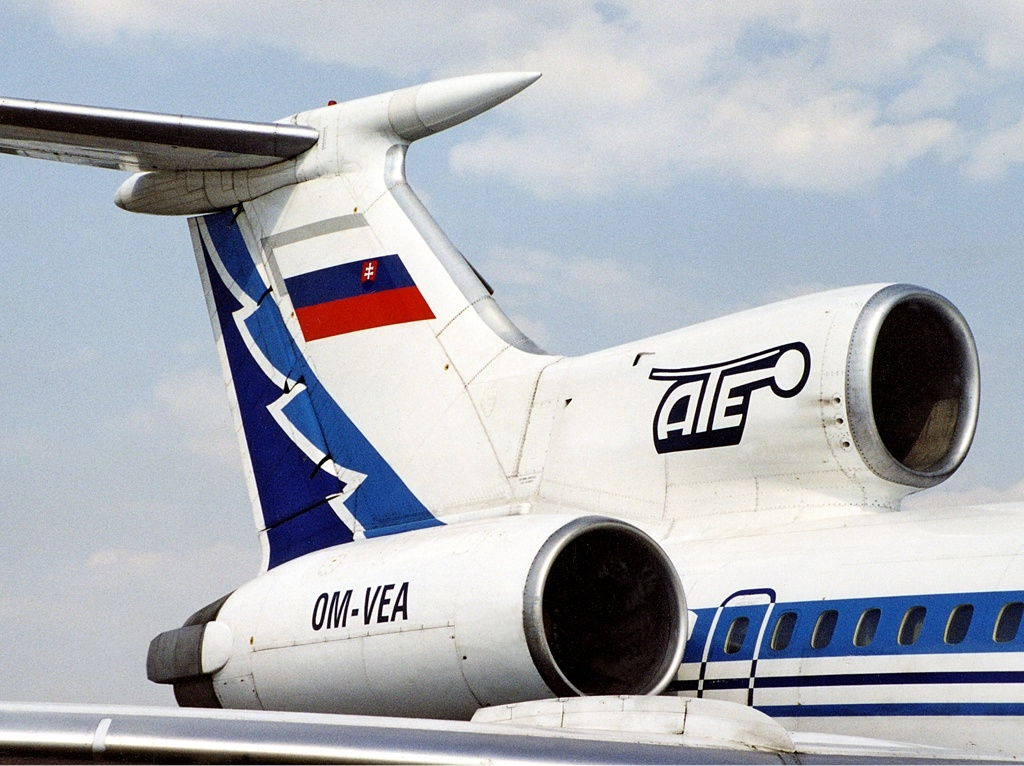
Detalle de la sección de cola de un Tu-154M perteneciente a la compañía rusa Siberia Airlines

Por primera vez en la Unión Soviética, un avión fue construido cumpliendo con los estándares de aeronavegabilidad de América. La última variante (Tu-154M-100, introducido 1998) incluye un sistema de navegación NVU-B3 Doppler, un triple de piloto automático, que proporciona un enfoque automático ILS, un acelerador automático, una deriva Doppler y el sistema de medición de la velocidad (DISS), un radio de navegación "Kurs-MP" propio y otras mejoras. Las actualizaciones más modernas incluyen normalmente un TCAS, GPS y otros sistemas de navegación modernos, en su mayoría estadounidense o de la UE.

### Interior

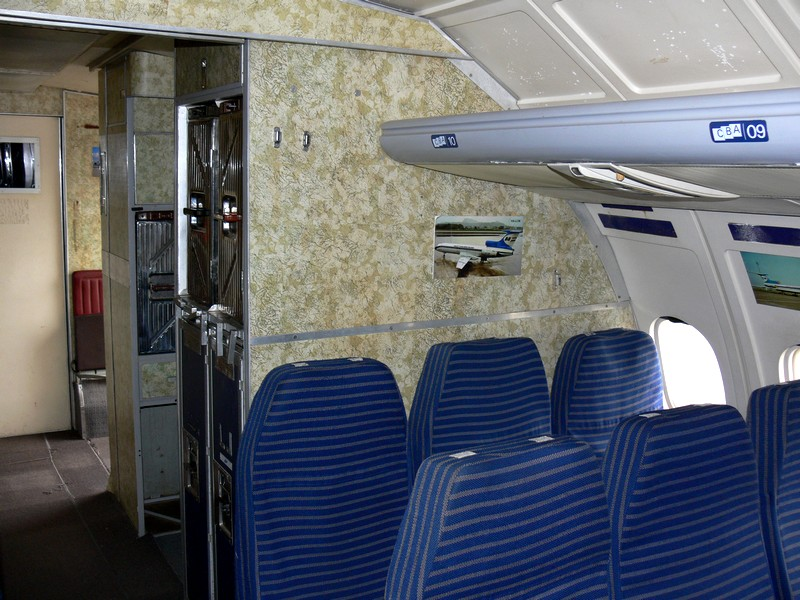
Cabina de pasajeros del Tu-154

La cabina de pasajeros del Tu-154M tiene una capacidad máxima de 180 personas en configuración de alta densidad, 167 pasajeros en configuración de una sola clase y 155 pasajeros en configuración de dos clases. Además, algunas aerolíneas rusas desarrollaron la configuración de invierno, en la cual se remueven alrededor de 10 asientos para instalar armarios para que los pasajeros guardasen sus abrigos durante el vuelo. A diferencia de sus contrapartes occidentales, los compartimientos para el equipaje de mano son abiertos, es decir, estos no poseen tapas, en vez de estas tienen mallas que se sostienen mediante ganchos ubicados en el techo de la aeronave. Los Tu-154 poseen tres baños a bordo, dos en la parte trasera y uno en la parte delantera, justo detrás de la cabina de mando; una característica que este avión comparte con el Tu-134 son unas pequeñas ventanillas en los baños del avión. Las puertas de emergencia de los Tu-154 son un poco más pequeñas que las de los 727, pero a diferencia de este último, el Tu-154 posee 6 salidas de emergencia, mientras que el 727 posee solo 4. La sección de asistentes de vuelo se encuentra en la parte media de la aeronave, es ahí donde se almacenan los catering cars y donde se encuentran los microondas para la comida de a bordo. Regularmente, los asientos están en una configuración 3-3, pero algunas aerolíneas han eliminado una fila de asientos dejando una configuración 3-2 para reducir la carga del avión y de esta manera, el consumo de combustible. Varias aerolíneas chárter han convertido sus Tu-154 en aviones de transporte vip, instalando asientos más amplios, mesas, televisores y demás lujos.

### Motores

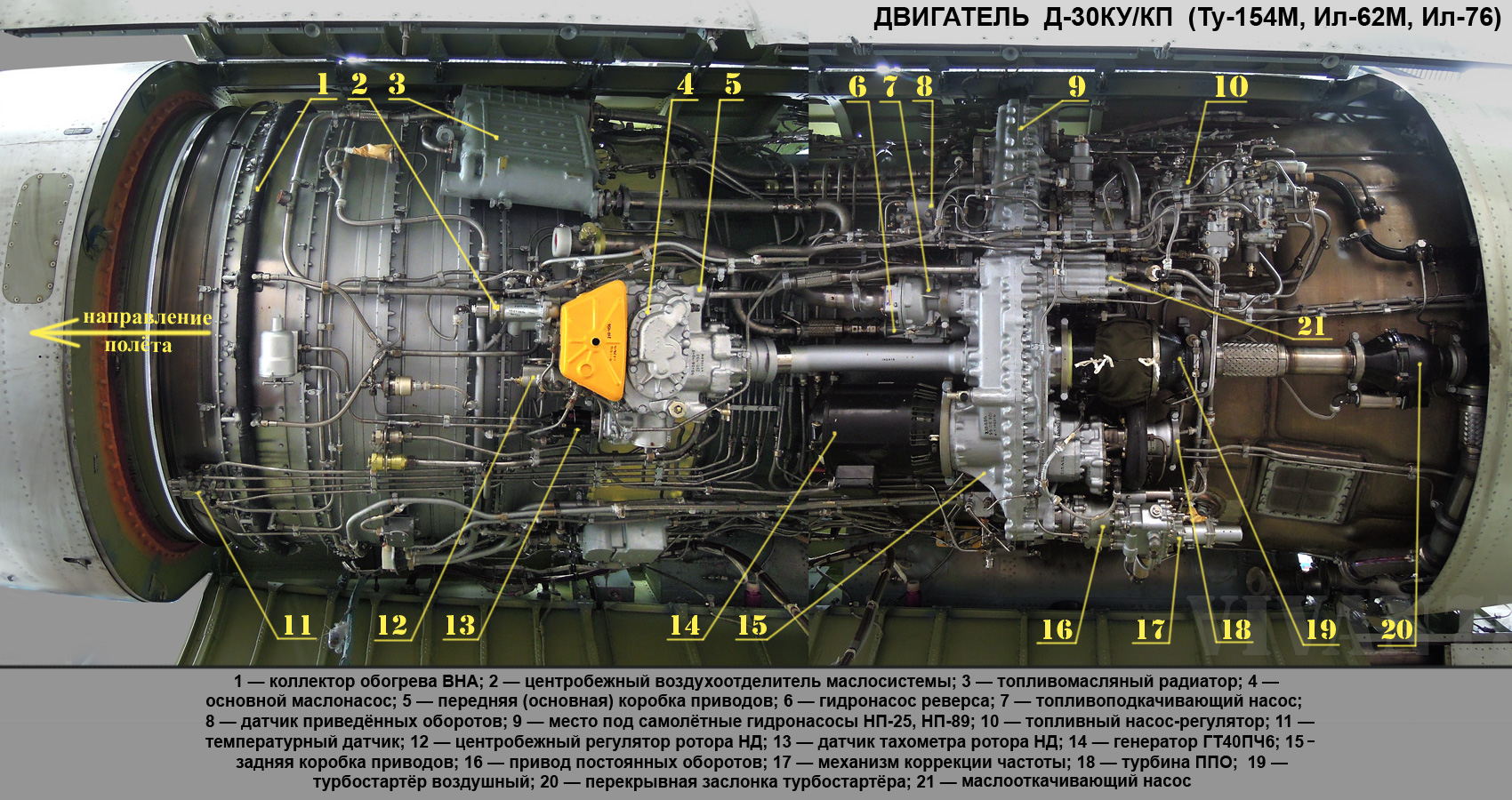
Motor NK-8 instalado en un Tu-154B2

#### Tu-154A, B y B2
Las primeras versiones del Tu-154 estaban propulsadas por motores Kuznetsov NK-8-2U, que también fueron utilizados en el avión de largo alcance de Ilyushin, el Il-62. El NK-8 es un turbofán de doble eje, un motor de turbina de gas con contorno de flujo mixto (externo e interno). El motor puede ser instalado en la configuración regular de los trimotores de la época (Los tres motores en la sección de cola), habilitando así las reversas a dos de ellos que en el caso del Tu-154 están en los motores N.º 1 y N.º 3. Al activarse la reversa se desvía el flujo de aire hacia la dirección de vuelo, creando así un efecto inhibidor significativo. Debido a que cuando se activan las reversas el aire sale en un ángulo de 45 grados, la fuerza de respuesta del empuje del motor es considerablemente menor que la fuerza de empuje cuando el motor opera con el empuje normal. Cada uno de los motores instalados en las tres primeras versiones del Tu-154 provee 93 kN.

#### Tu-154M y M-100
Las últimas dos versiones del Tu-154 son propulsadas por motores Soloviev D-30, un motor turboeje que consta de un compresor, la cámara de combustión y los dispositivos de la turbina. La modificación del motor utilizada en el Tu-154, denominada D-30KU-154, posee un sistema de empuje inverso que utiliza el sistema de "conchas". El encendido del motor se realiza mediante un sistema de ignición electrónico. Cada uno de los tres motores instalados en las versiones M y M-100 del Tu-154 proveen 103 kN.

## Servicio

### Alemania Oriental

#### Interflug
Interflug operó dos Tu-154M que fueron entregados en 1989. Estos aviones fueron operados por unos pocos meses ya que tras la reunificación alemana la mayoría de los equipos en manos del gobierno de la RDA fueron trasferidos a la Luftwaffe. Uno de estos aviones fue utilizado como transporte vip, siendo retirado en 2004; el otro fue convertido en un AWACS, este avión se perdería en las costas de Namibia tras colisionar en el aire con un C-141 de la USAF, muriendo todos sus ocupantes. 

#### Fuerza Aérea Germano-oriental
La Fuerza Aérea y Defensa Aérea del Ejército Popular Nacional operó dos Tu-154M como transporte vip. Estos aviones sirvieron durante poco tiempo, ya que varios meses después de su entrega, ocurriría la reunificación alemana. Estos aviones fueron retirados pocos meses después por la Luftwaffe.

### Servicio en Bielorrusia

#### Belavia

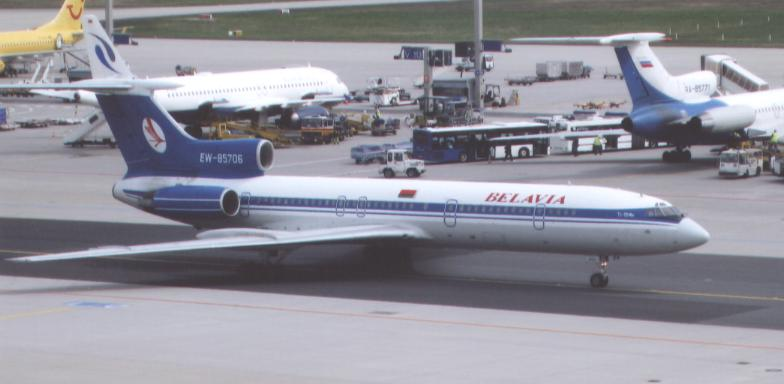
Tu-154M de Belavia en Fráncfort del Meno.

Belavia llegó a operar un máximo de 20 Tu-154 en las versiones A, B, B1, B2 y M, todos provenientes de la división de Aeroflot en la Bielorrusia Soviética. En 1995, los Tu-154A y varios Tu-154B fueron retirados de la flota, dejando algunos de la versión B para vuelos de entrenamiento. Los Tu-154M son los principales aviones de la aerolínea actualmente, aunque están siendo reemplazados gradualmente con modelos occidentales como el Boeing 737. En 2005, se terminaron de retirar todos los Tu-154 de las versiones B y B1, quedando únicamente en servicio las versiones B2 y M. Actualmente, estos aviones operan rutas internacionales de medio alcance y algunas rutas domésticas de gran demanda. Se planea que los Tu-154 que aún siguen en servicio sean retirados definitivamente para 2014, siendo sustituidos completamente por los Boeing 737 y los CRJ 200.

#### Con la Fuerza Aérea de Bielorrusia
La Fuerza Aérea de Bielorrusia opera regularmente un Tu-154M de Belavia, el cual tiene una configuración vip y es únicamente utilizado por el gobierno como avión presidencial y como transporte vip. Este avión es el que utiliza en presidente, Alexander Lukashenko en sus viajes oficiales. Normalmente, este avión se encuentra aparcado en la terminal presidencial del Aeropuerto de Minsk-2, que a su vez es la principal base aérea del país. Actualmente no hay planes para retirar este avión a corto y medio plazo, aunque se ha considerado la compra de un Il-96 o un Tu-204 para ser utilizado como transporte oficial.

### Servicio en Bulgaria

#### Air VIA
Air VIA operó un total de 6 Tu-154M entre los años 1990 y 2004. Estos aviones eran utilizados para los servicios chárter que ofrecía la aerolínea, siendo operados los servicios regulares con aviones Airbus A320. En 2004, los directivos de Air VIA decidieron retirar su flota de antiguos Tupolev y modernizarla, para esto se adquirieron un total de 7 Airbus A320.

#### Balkan Holidays Airlines
Balkan Holidays Airlines llegó a operar un máximo de 5 Tu-154M, estos aviones eran usados en las rutas domésticas y regionales de la aerolínea. Debido a su elevado coste de operación, la aerolínea ha empezado a retirarlos, quedando actualmente solo uno en servicio. Los Tu-154 que se han ido retirando de la flota de la aerolínea han sido transferidos a la aerolínea UTair Aviation. Estos aviones fueron reemplazados por cinco Airbus A320 y un Airbus A319.

#### Bulgarian Air Charter

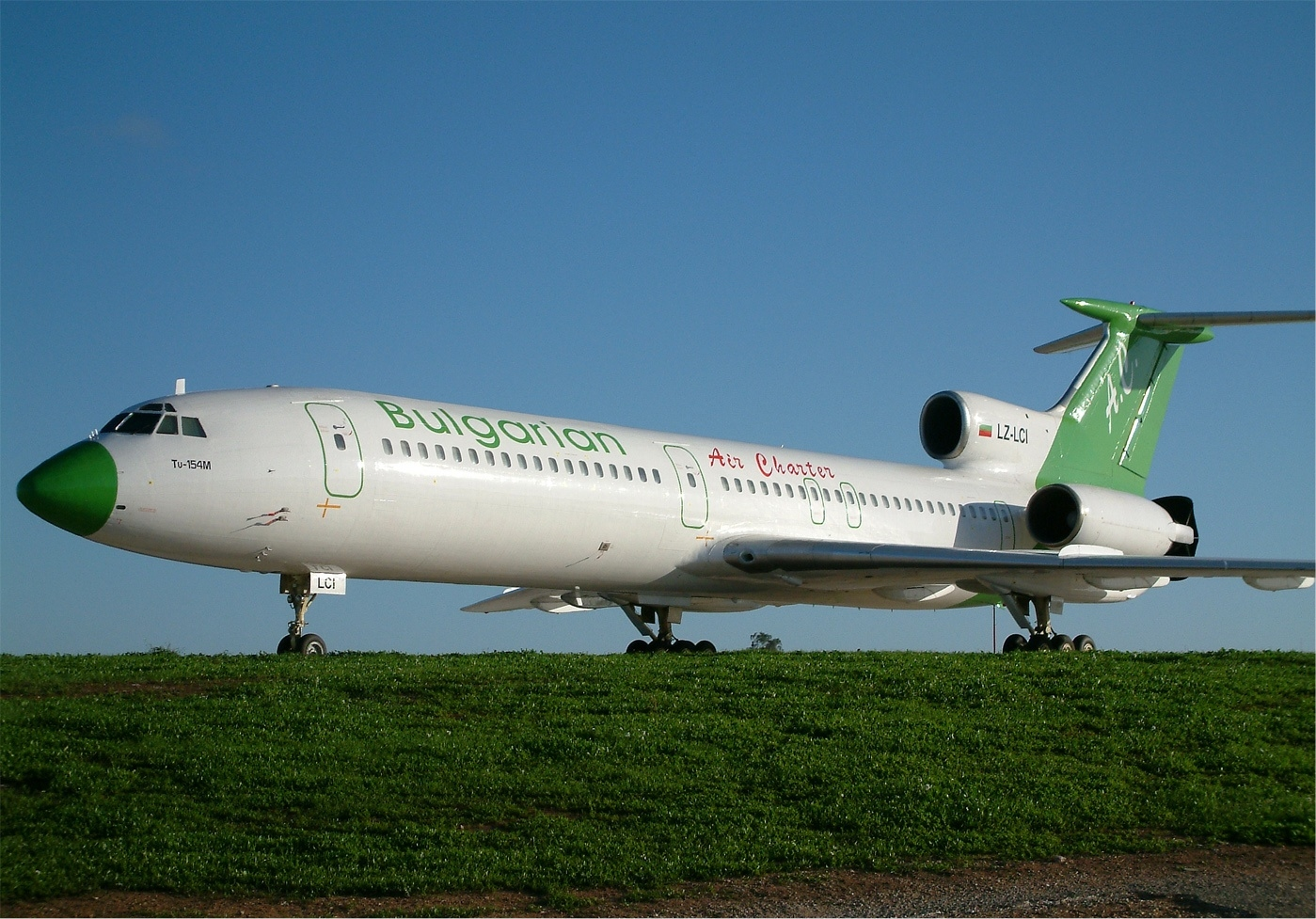
Tu-154M de Bulgarian Air Charter

Bulgarian Air Charter llegó a operar con 14 Tu-154M a la vez, estos operaban únicamente vuelos chárter dentro de Europa, Asia Central y el Norte de África. Estos equipos estaban diseñados como transportes vip. La compañía opera estos aviones desde su fundación, en el 2000, actualmente, solo quedan cuatro Tu-154 en servicio, ya que han ido sustituyéndose gradualmente por los occidentales McDonnell Douglas MD-80.

#### Con Balkan Bulgarian Airlines

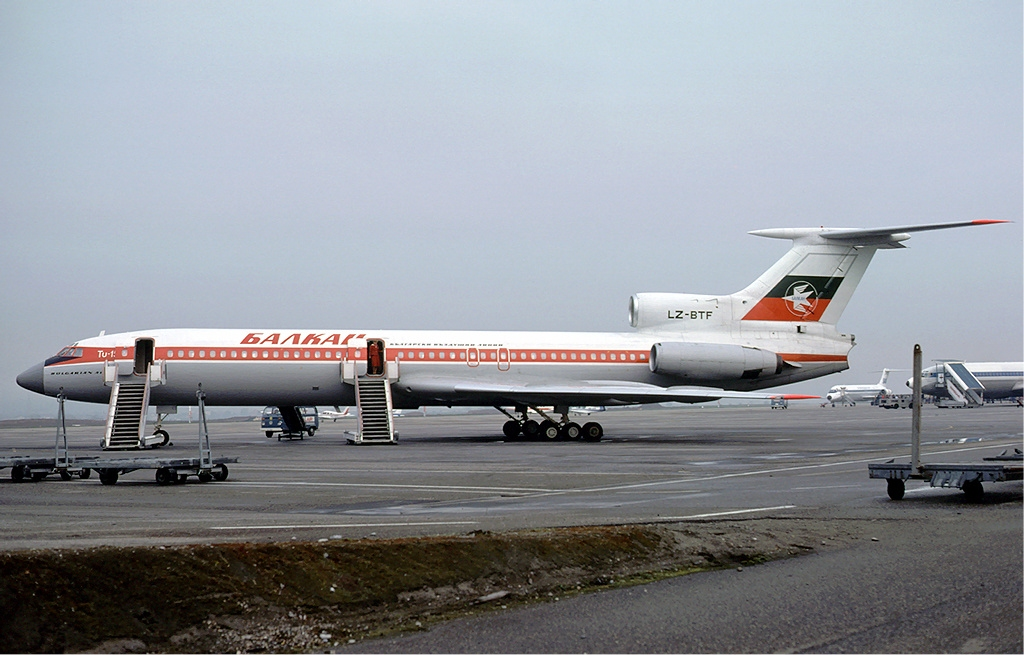
Tu-154B de Balkan Bulgarian Airlines

Balkan Bulgarian Airlines fue la aerolínea bandera durante la época comunista de Bulgaria. Operó 40 Tu-154 en las versiones A, B y M. Estos eran utilizados para conectar a Bulgaria con el resto de los países pertenecientes al Pacto de Varsovia, aunque después de la caída del comunismo estos empezaron a volar hacia países de la OTAN; como Francia, Inglaterra y Alemania. Al momento de su cese de operaciones en 2002, la aerolínea solamente operaba 6 de los 40 Tu-154 que inicialmente operó. La mayoría de los aviones de Balkan fueron abandonados en diversos aeropuertos de Europa Oriental, mayormente en el Aeropuerto de Sofía.

#### Hemus Air
Hemus Air fue una aerolínea regional búlgara. Llegó a operar 9 Tu-154M, estos eran utilizados en rutas nacionales e internacionales regionales. Esta aerolínea fue una de las últimas en operar los Tu-154 en Bulgaria, siendo la última Bulgarian Air Charter. La aerolínea dejó de funcionar en 2010 tras ser absorbida por Bulgaria Air, quien inmediatamente retiró los Tu-154 de la flota al ser aviones anticuados y muy costosos de operar.

#### Fuerza Aérea Búlgara
La Fuerza Aérea de Bulgaria posee dos Tu-154B que inicialmente fueron entregados a Balkan Bulgarian Airlines en 1988. Previamente, el gobierno poseía un Tu-154A que era utilizado como transporte presidencial por Todor Zhivkov, pero tras la caída del gobierno comunista, este avión fue retirado y se empezaron a utilizar varios aviones de la flota de Balkan Bulgarian Airlines. Tras la quiebra de esta aerolínea, la Fuerza Aérea Búlgara incorporó a su flota los dos Tu-154B que usualmente eran usados por el presidente, ya que estos tenían la configuración vip que requiere un transporte presidencial. Actualmente, uno de estos aviones está retirado, y se planea sustituir al restante con un Airbus A319.

### Servicio en Checoslovaquia (Eslovaquia y Rep. Checa posteriormente)

#### CSA Czech Airlines

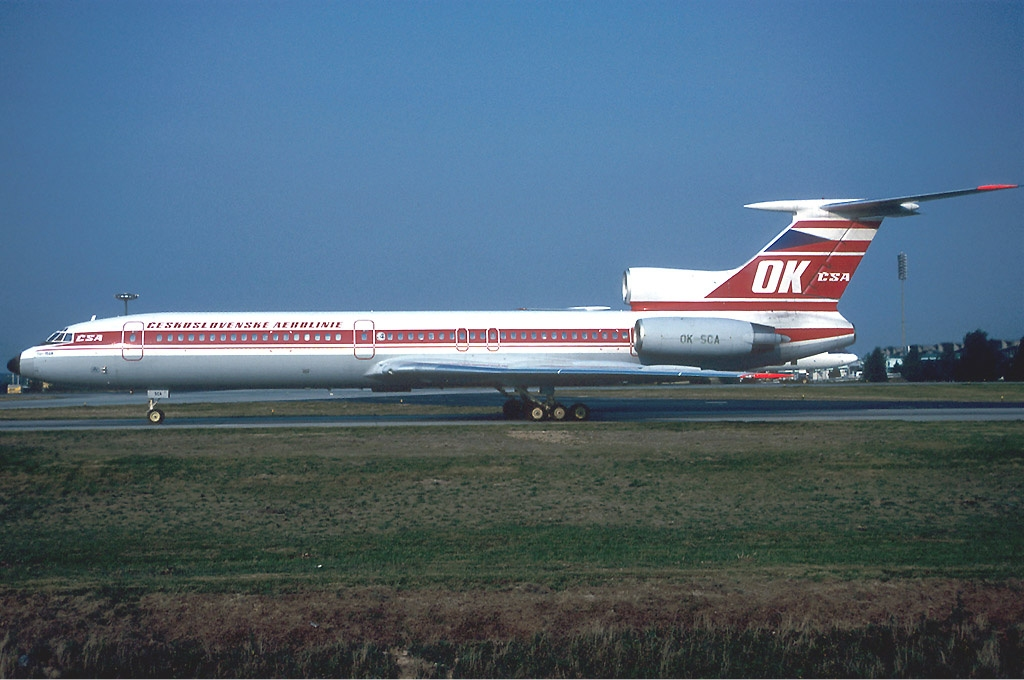
Tu-154M de CSA Czech Airlines

CSA Czech Airlines recibió su primer Tu-154B2 en junio de 1980, a este avión se le sumarían otros 10 Tu-154 de la versión M. Estos aviones operaron rutas domésticas y de medio alcance dentro del Bloque Socialista. Tras el desmantelamiento del sistema socialista checoslovaco y la separación de Checoslovaquia, la mayoría de los aviones de fabricación soviética fueron retirados de la flota, entre ellos los Tu-154, que fueron retirados del servicio regular en 1991, y definitivamente en 1997. 

#### Con la Fuerza Aérea Checoslovaca
La Fuerza Aérea Checoslovaca operó siete aparatos de este tipo, el primero de ellos fue entregado en 1975. Tras la separación de Checoslovaquia, cuatro de estos aparatos quedaron en manos checas, y los tres restantes en Eslovaquia. Dos de los aparatos checos fueron retirados en 2007, los otros dos se mantuvieron como el transporte presidencial. Los que quedaron en Eslovaquia se retiraron en 2005 y fueron sustituidos por los Tu-154-100, una versión modernizada del avión.

### Servicio en China

#### AACC
La AACC operó un Tu-154 que fue fabricado en 1986. Este avión se mantuvo en servicio desde 1987 hasta 1998, año en que fue vendido a Sayakhat Airlines. Este avión era operado en las rutas de medio alcance y algunas internacionales hacia la Unión Soviética y Corea del Norte.

#### China United Airlines

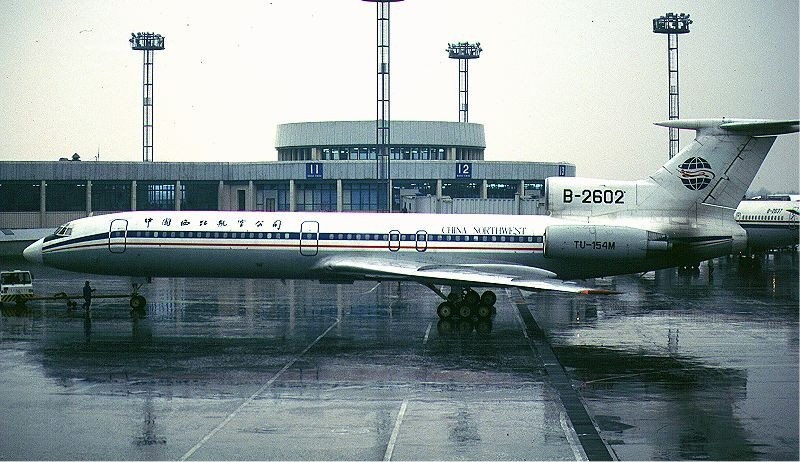
Tu-154M de China Northwest Airlines

China United Airlines recibió 16 Tu-154 de las versiones B2 y M entre 1986 y 1992. Dichos aviones eran utilizados únicamente en vuelos de medio rango, la mayoría de estos dentro de China o hacia Corea del Norte, Japón, la Unión Soviética, Vietnam y la Kampuchea Democrática. Tras varios accidentes en 2002, la aerolínea retiró estos aviones.

#### China Northwest Airlines

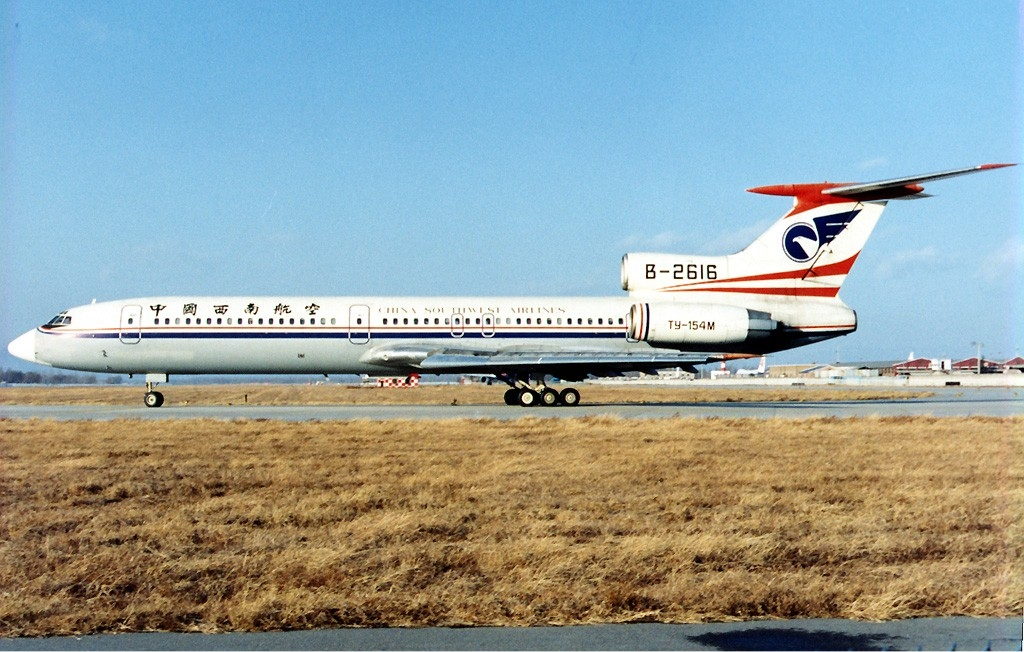
Tu-154M de China Southwest Airlines

China Northwest Airlines recibió 9 Tu-154M en el año 1987, estos eran utilizados en vuelos regionales dentro de la provincia de Sinkiang, aunque algunos cubrieron rutas internacionales de rango medio. Estos Tu-154 fueron los últimos en ser retirados del servicio en China, en el año 2004.

#### China Southwest Airlines

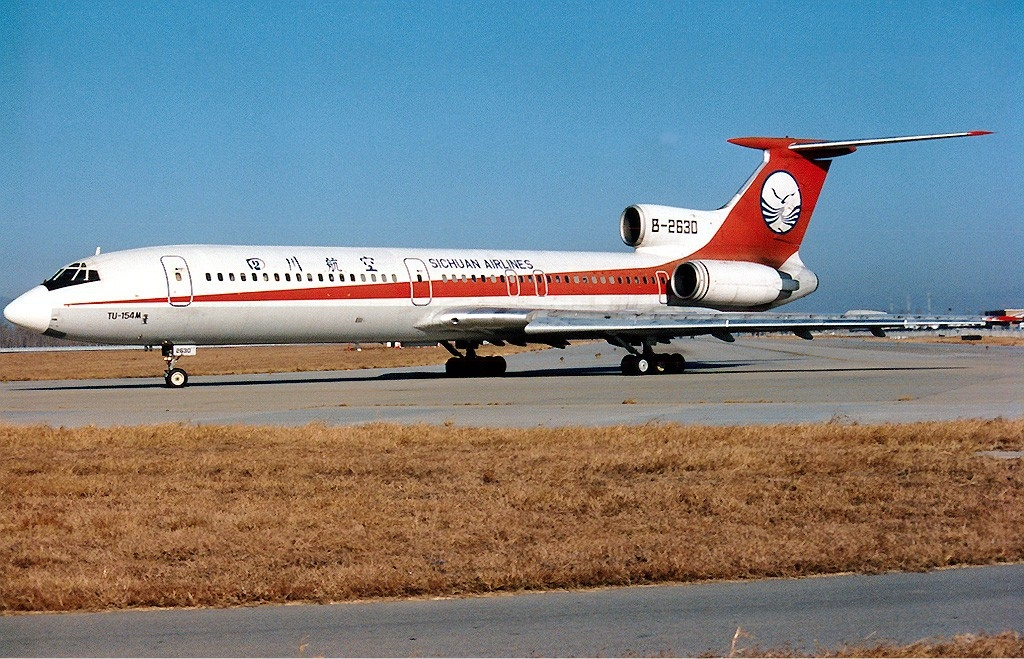
Tu-154M de Sichuan Airlines

China Southwest Airlines operó 5 Tu-154 entre 1985 y 1999.  Estos aviones se encontraban basados en Chengdu y operaban rutas domésticas e internacionales, en su mayoría, hacia el Sudeste Asiático. Estos aviones fueron adquiridos directamente a la fábrica de Tupolev, y tras ser retirados, fueron vendidos a varias aerolíneas que operaban en la CEI. El accidente del vuelo 4509 marcó el inicio del retiro de los Tu-154 en China.

#### Sichuan Airlines
Sichuan Airlines recibió su primer Tu-154M en 1992. Estos aviones cubrían las rutas de mayor demanda para la aerolínea. Durante sus años de servicio, varios de sus Tu-154 fueron arrendados por otras aerolíneas chinas y extranjeras. Tras el accidente del vuelo 4509 de China Southwest Airlines, los Tu-154 de Sichuan Airlines fueron los primeros en ser retirados, siendo a la vez los que tenían menos tiempo operando dentro de China.

#### Fuerza Aérea del Ejército Popular de Liberación
La Fuerza Aérea del Ejército Popular de Liberación opera actualmente 7 Tu-154M, los cuales fueron entregados en 1995. Inicialmente operaba 8 aparatos, pero uno fue utilizado para las pruebas del proyecto del Tu-154R, pero al haber fallado este proyecto, el avión fue desguazado. Los 7 aviones restantes se utilizan para el transporte de personalidades importantes y como centros de comando aéreos. La mayoría de estos aviones antiguamente fueron operados por las líneas aéreas estatales chinas, aunque otros fueron comprados directamente a la fábrica de Tupolev y a Aeroflot. Actualmente se tienen planes para retirar estos aparatos y sustituirlos con modelos occidentales más modernos, como el Boeing 757 y el Airbus A321, pero esto no se llevaría a cabo sino hasta 2015, según las autoridades de la Fuerza Aérea. 

### Servicio en Corea del Norte

#### Air Koryo

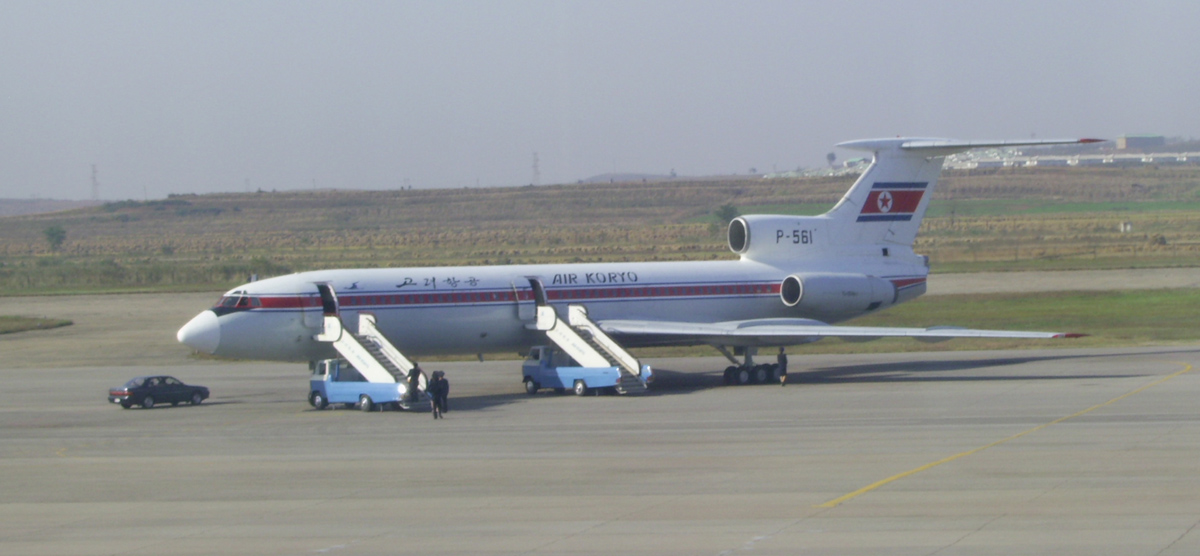
Tu-154B2 de Air Koryo en el Aeropuerto de Sunan

Air Koryo opera actualmente 3 Tu-154B2 y un Tu-154A que son usados en rutas domésticas e internacionales hacia China, Rusia, Japón y, ocasionalmente, a Corea del Sur. Actualmente estos aparatos están siendo sustituidos por los más modernos y económicos de operar, Tu-204. Ocasionalmente estos aviones eran utilizados en los viajes del mandatario norcoreano, Kim Jong-il, pero tras la muerte de este último no se han realizado viajes diplomáticos al extranjero por parte de su hijo y sucesor, Kim Jong-un.

### Servicio en Cuba

#### Cubana de Aviación
Cubana de Aviación operó un total de 8 Tu-154M. Estos aviones operaban rutas domésticas de gran demanda, como también realizaban vuelos a Centro y Sudamérica, Canadá, Estados Unidos y México. Estos aviones fueron bautizados en su tiempo como los "Caballos de Guerra de Cubana", ya que eran los aviones más modernos que poseía la aerolínea. Todo fue así hasta el 30 de agosto de 1998, cuando un Tu-154M de Cubana de Aviación se precipitó a tierra poco después de despegar de Quito, Ecuador. En el avión fallecieron 23 personas, y nueve personas en tierra. Tras este accidente Cubana de Aviación retiró toda su flota de Tu-154, siendo sustituida a medio plazo por los Yak-42.

### Servicio en Hungría

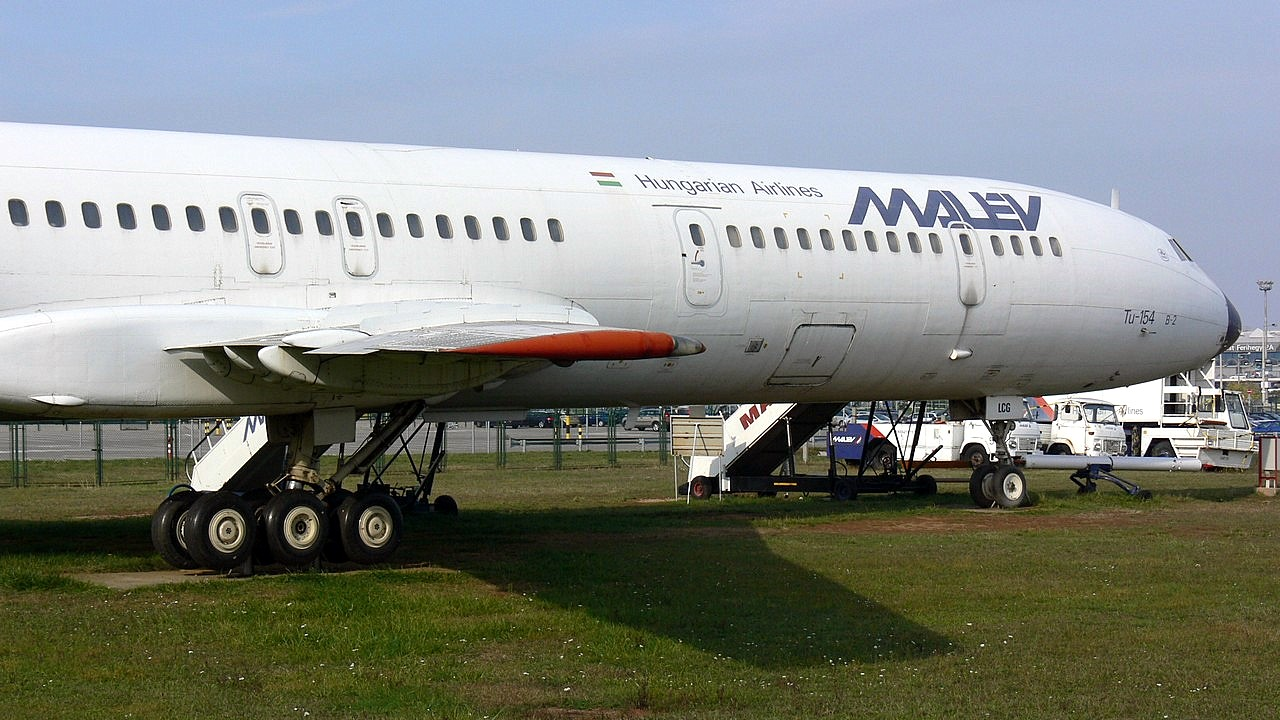
Tu-154M de Malev Hungarian Airlines en el Museo de Aviación de Budapest

Malev Hungarian Airlines recibió su primer Tu-154B2 el 5 de septiembre de 1973, el cual operó con la matrícula HA-LCA, posteriormente recibiría 17 aviones adicionales. Estos aviones fueron operados durante casi 30 años. El 31 de marzo de 2001, todos los Tu-154 de Malev fueron retirados del servicio, siendo sustituidos por los Boeing 737-800 varios años después. El quinto avión entregado, que operó con la matrícula HA-LCG, se encuentra preservado en el Museo de Aviación de Budapest. 

### Servicio en Kazajistán

#### Sayakhat Airlines
Sayakhat operó inicialmente con cuatro Tu-154M que eran utilizados únicamente en rutas domésticas y algunas rutas hacia otros países vecinos. Uno de estos aviones fue vendido a Iran Air Tours en 2002 debido a que resultó dañado durante un aterrizaje, la compañía iraní lo reparó y aún hoy continúa en servicio. Actualmente los 3 Tu-154 restantes prestan servicios regulares únicamente domésticos, debido a que estos han perdido su permiso de vuelo en otros países. Estos aviones también son utilizados en vuelos chárter dentro de Kazajistán y hacia Rusia, donde estos aviones aún mantienen su permiso de vuelo.

#### Atyrau Airways

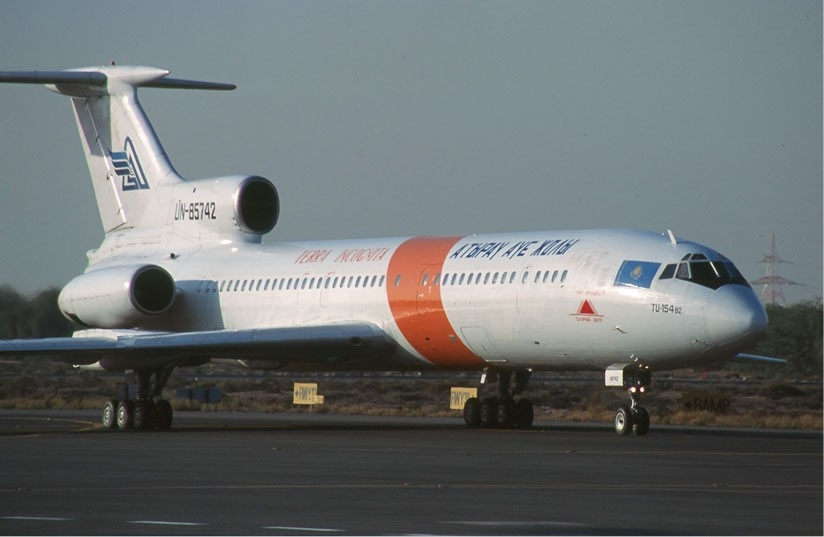
Tu-154B2 de Atyrau Airways

Atyrau Airways operó tres Tu-154 de las versiones M y B2, todos provenientes de China. Uno de estos aviones fue transferido a Air Kazakhstan, la empresa matriz de la aerolínea, siendo únicamente utilizados en vuelos chárter domésticos. En 2009, la aerolínea perdió su licencia de vuelo, lo que dejó fuera de servicio a toda la flota. 

#### Air Kazakhstan
Air Kazakhstan llegó a operar con 29 Tu-154 en las versiones A, B, B1, B2 y M desde su fundación, en 1990, hasta su quiebra, en 2004. Estos aviones fueron anteriormente de la división de Aeroflot en Kazajistán durante la era soviética. Durante la existencia de la aerolínea, los Tu-154 fueron la columna vertebral de sus operaciones, siendo estos utilizados en la gran mayoría de sus destinos. Además, al ser esta una compañía del estado, sus aviones eran regularmente utilizados como el transporte oficial del presidente y como transportes vip. Al momento de su quiebra en 2004, Air Kazakhstan operaba 13 de los 29 Tu-154 que originalmente operó. 

#### Con la Fuerza Aérea de Kazajistán
La Fuerza Aérea de Kazajistán utilizó regularmente los Tu-154M de Air Kazakhstan para el transporte del presidente y como transportes vip. La fuerza aérea nunca tuvo un Tu-154 propiamente suyo durante la existencia de Air Kazakhstan ya que esta era una empresa estatal. Tras la quiebra de esa aerolínea, los cinco Tu-154M que poseía la aerolínea fueron integrados en la fuerza aérea, siendo utilizados hasta enero de 2011, cuando fueron retirados, quedando únicamente en servicio algunos Tu-134A3.

### Servicio en Mongolia

#### MIAT Mongolian Airlines
MIAT Mongolian Airlines operó un único Tu-154M que fue construido en el año 1988. La aerolínea operó este avión en las rutas hacia China y la Unión Soviética. Este avión también fue arrendado por varias aerolíneas africanas a finales de la década de los 80. Tras la caída de la República Popular de Mongolia, la aerolínea sufrió fuertes cambios, entre los que se encontraba el retiro de todo el material soviético de la flota. El Tu-154 de MIAT fue retirado del servicio regular en 1994, y finalmente retirado en el 2000.

### Servicio en Nicaragua

#### Aeronica
Aeronica operó un Tu-154M que fue donado por la Unión Soviética al recién establecido Régimen Sandinista de Nicaragua. El avión fue fabricado en 1989, ese mismo año sería enviado a Nicaragua para unirse a la flota de Aeronica. Este avión operaba inicialmente la ruta Managua-Miami, pero después de que los Estados Unidos restringieran a los aparatos de fabricación soviética volar en su espacio aéreo, este avión empezó a volar hacia México. En 1993, mientras despegaba en Managua, el avión sufrió severos daños en la sección de cola, por lo que fue almacenado durante tres años, para ser vendido en 1996 a Omskavia, aerolínea que lo operó hasta 1997, cuando fue vendido a Iran Air Tours y finalmente, el avión fue a manos de Mahan Air, aerolínea que lo retiró del servicio y ordenó el desguace en Novosibirsk. Este fue uno de los tres Tu-154 que operaron en América continental, siendo el único que tuvo el registro del país al que pertenecía. Los otros dos Tu-154 que operaron en América continental fueron dos Tu-154B que Guyana Airways arrendó a TAROM.

### Servicio en Polonia

#### Con LOT Polish Airlines

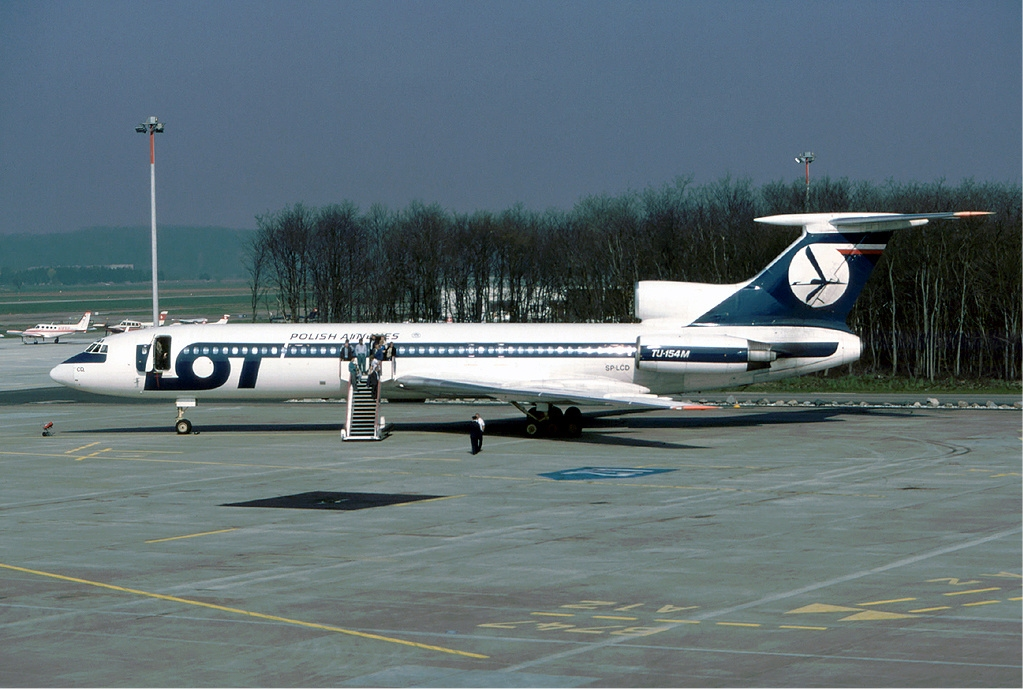
Tu-154M de LOT Polish Airlines

LOT operó 14 de estos aviones desde el año 1985. Tras el desmantelamiento de gobierno socialista en 1989, los nuevos directivos de LOT aplicaron una política prooccidental, durante la cual los Tu-154 fueron retirados gradualmente de la flota, quedando únicamente para vuelos chárter hasta 1996, cuando fueron finalmente retirados. El último vuelo regular de los Tu-154 de LOT fue en 1993, y el último vuelo chárter con estos aviones fue en 1996.

#### Con la Fuerza Aérea Polaca

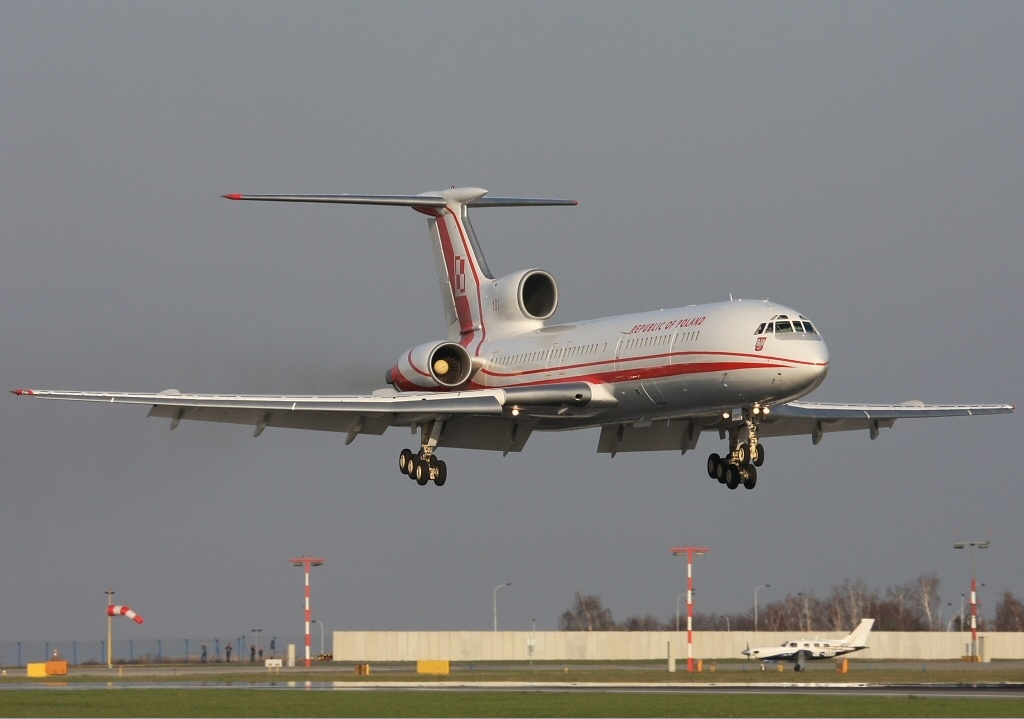
Tu-154M de la Fuerza Aérea Polaca

- Tu-154M Nº101: este avión se incorporó a la Fuerza Aérea de Polonia en 1990, mismo año en que se fabricó. Esta fue la aeronave involucrada en el accidente en Smolensk en 2010. En el cual murió el presidente Lech Kaczyński.

- Tu-154M Nº102: fabricado en 1990 y se incorporó a la Fuerza Aérea de Polonia en 1994 como avión de transporte vip, aunque aún tenía el esquema de colores de LOT Polish Airlines, su anterior operador. Tras el accidente del Tu-154M 101, este avión fue utilizado para realizar experimentos para el estudio del accidente. El 20 de mayo de 2011 este avión se convirtió en el avión presidencial de Polonia, aunque siguió recibiendo la denominación de Tu-154M N.º102.

### Servicio en Rumanía

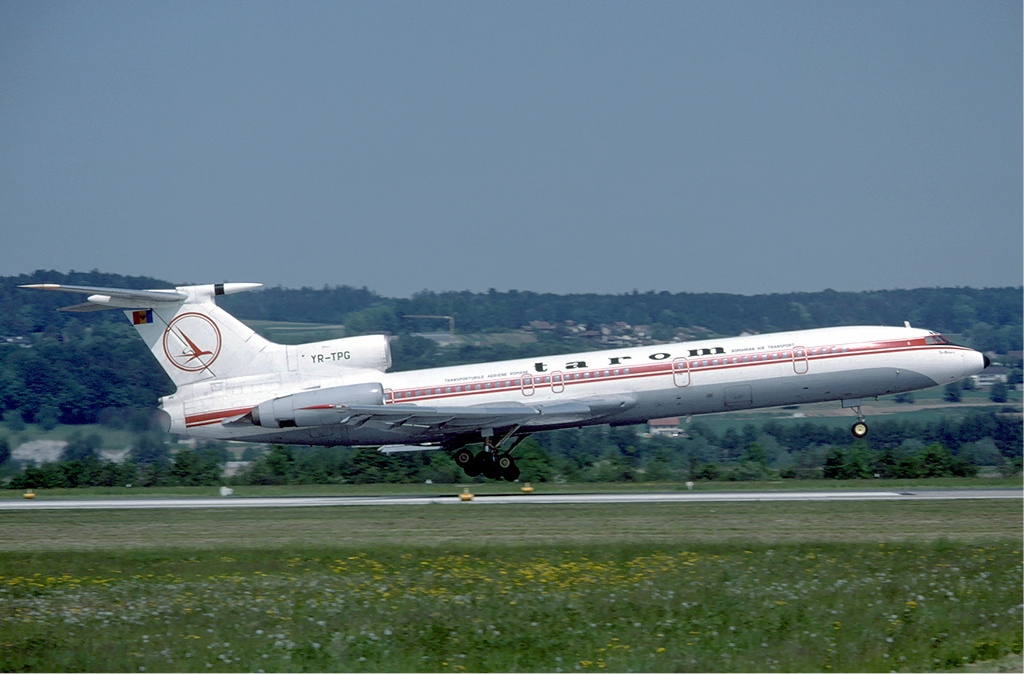
Tu-154B de TAROM

#### TAROM
TAROM operó un total de 12 Tu-154B entre 1976 y 1998. Estos aviones operaban rutas dentro de Europa y hacia Asia Central. Uno de estos aviones, el YR-TPH, se estrelló en Mauritania en 1980. Otros de estos aviones, los YR-TPJ y el YR-TPK, operaron para Guyana Airways entre 1980 y 1985. Los 11 Tu-154 que quedaban en TAROM para 1997, fueron retirados y sustituidos por Boeing 737 y Airbus A318. Todos fueron desguazados en el Aeropuerto Internacional de Bucarest. 

#### Fuerza Aérea Rumana
La Fuerza Aérea de Rumanía utilizó regularmente los Tu-154 de TAROM como transportes vip. La mayoría de las veces, a quien se transportaba en esos aviones era al presidente, Nicolae Ceausescu cuando lo acompañaban otros mandatarios extranjeros. Tras la Revolución rumana de 1989, se dejaron de utilizar los aviones soviéticos como transportes vip, siendo estos sustituidos por aviones occidentales como el Airbus A310 y el Boeing 737.

### Servicio en la Unión Soviética (Y Rusia posteriormente)

#### Servicio Civil

##### Aeroflot

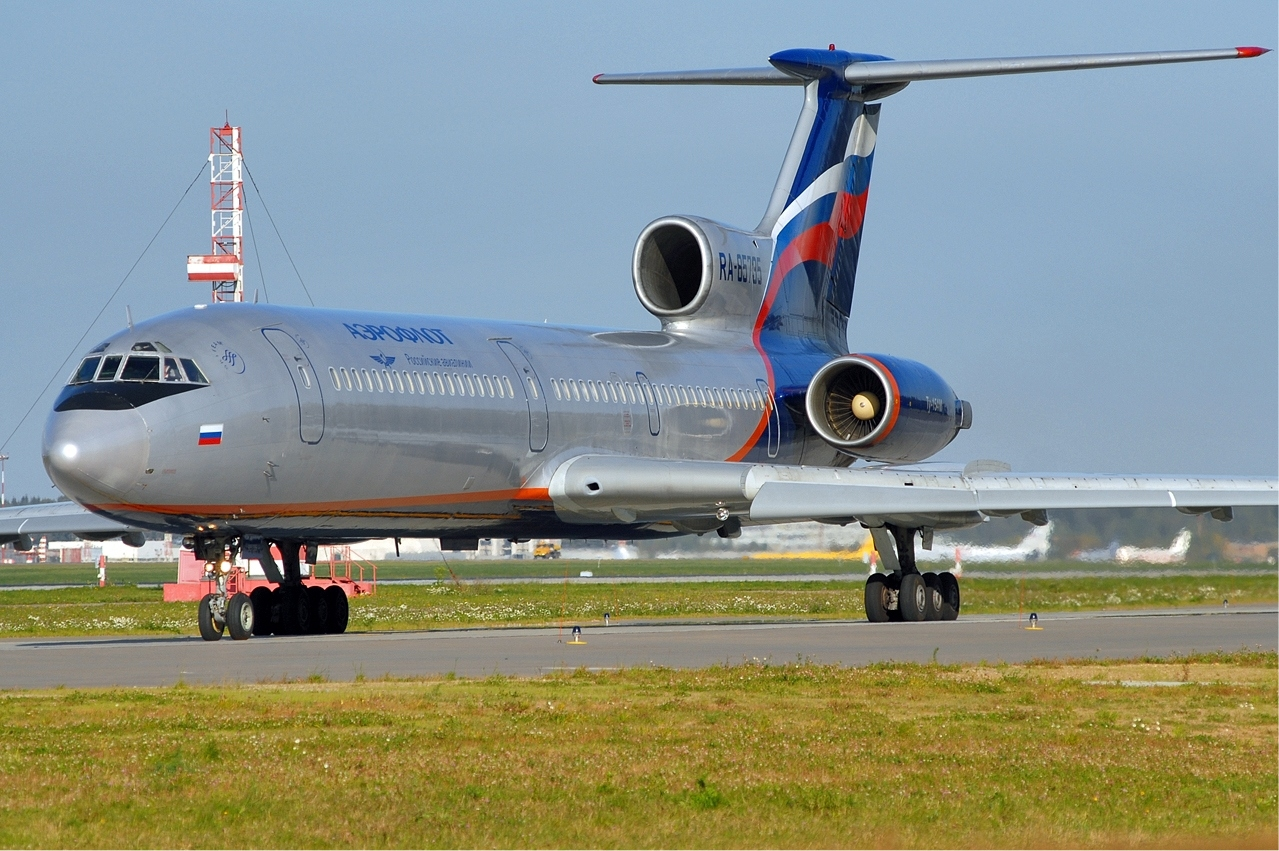
Tu-154M de Aeroflot

Aeroflot llegó a ser la mayor operadora del Tu-154 del mundo, llegando a operar un total de 713 aparatos entre los años 1970 y 2010. Aeroflot utilizaba los Tu-154 como la columna vertebral de sus servicios de pasajeros durante la época soviética. El avión fue ordenado por Aeroflot, quien necesitaba un avión trimotor (Debido al éxito que alcanzó el Boeing 727) para sustituir a los viejos Il-18, Tu-104 y Tu-124 en distancias medias. El avión empezó a operar con la aerolínea en 1972, inicialmente se utilizaba en vuelos nacionales, pero posteriormente fue exportado a otras repúblicas socialistas, además de que Aeroflot empezó a utilizar estos aviones en diversas rutas internacionales, incluso hacia algunos países pertenecientes a la OTAN. Tras la caída de la Unión Soviética, en 1991, Aeroflot empezó a retirar su gama de aviones soviéticos, pero los Tu-154 se mantuvieron en la flota, especialmente las versiones B2 y M. Estos eran utilizados en rutas domésticas de medio y largo alcance, como también en rutas internacionales dentro de Europa y Asia. Estos aviones empezaron a ser retirados en 2006, empezando por la serie B2, en 2008 se empezaron a retirar los de la serie M, terminando el proceso en 2010, con un últimos vuelo de un Tu-154M entre las ciudades de Ekaterimburgo y Moscú. Muchos de estos aviones fueron desguazados, otros fueron vendidos a otras aerolíneas o transferidos a filiales de Aeroflot.

##### Con Rossiya

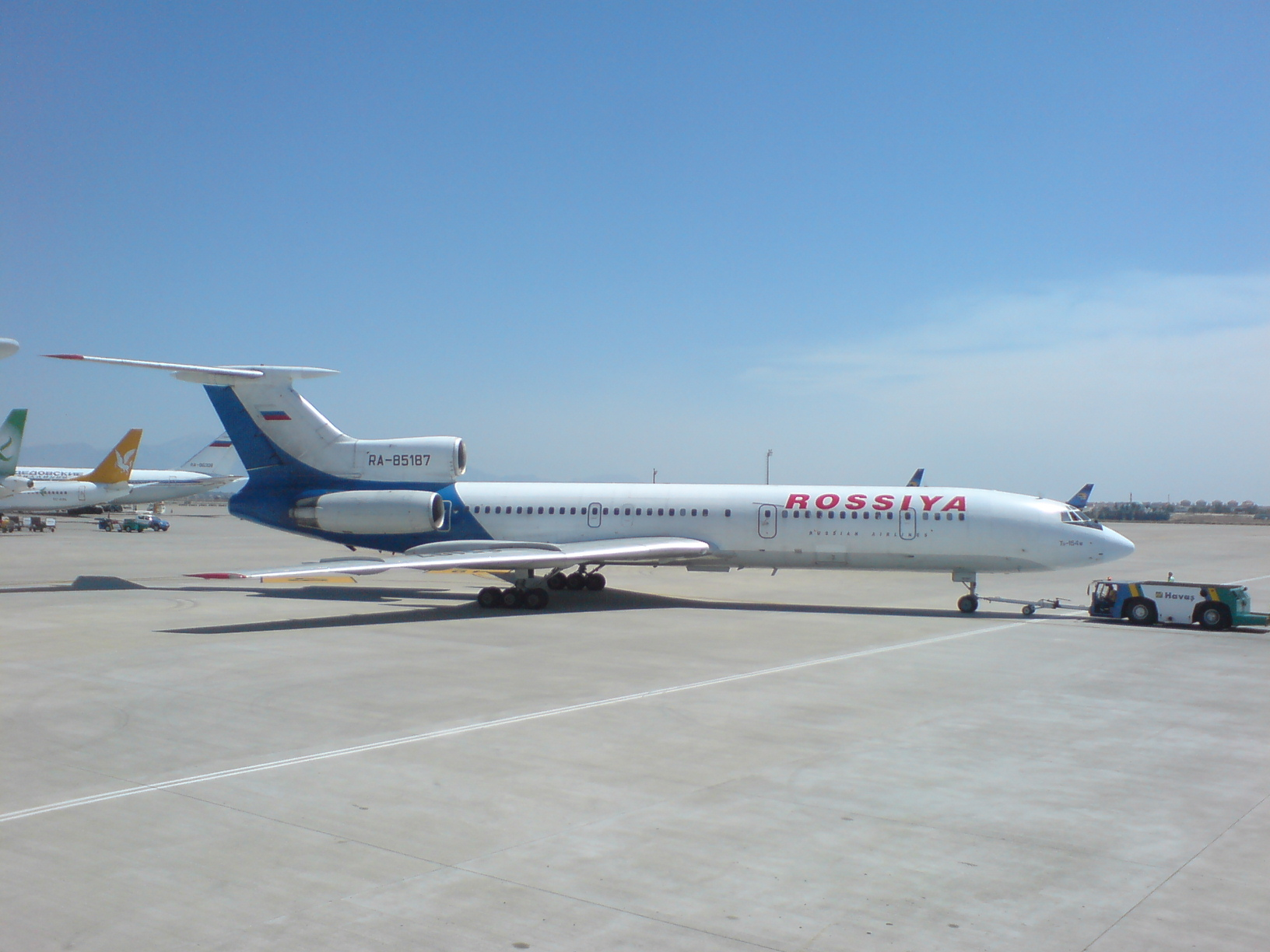
Tu-154M de Rossiya

Rossiya ha operado un total de 34 Tu-154, de los cuales actualmente hay 6 operativos. La aerolínea heredó toda la flota de la oficina de Aeroflot-Moscú, una división de Aeroflot durante la época soviética. Inicialmente la aerolínea estaba en manos privadas, y se retiraron todos los Tu-154A y B, quedando únicamente los Tu-154B2 y M en servicio regular. Estos aviones eran utilizados en rutas de medio alcance domésticos y con destinos europeos; mayormente destinos en Alemania, España, Holanda, Grecia e Italia. La aerolínea paso a manos del gobierno ruso en el año 2000. Los Tu-154 siguieron en servicio regular hasta 2010, cuando empezaron a ser retirados y sustituidos por Airbus A320. Actualmente los 6 Tu-154M que quedan en servicio son utilizados en rutas nacionales.

##### Con otras aerolíneas rusas regionales

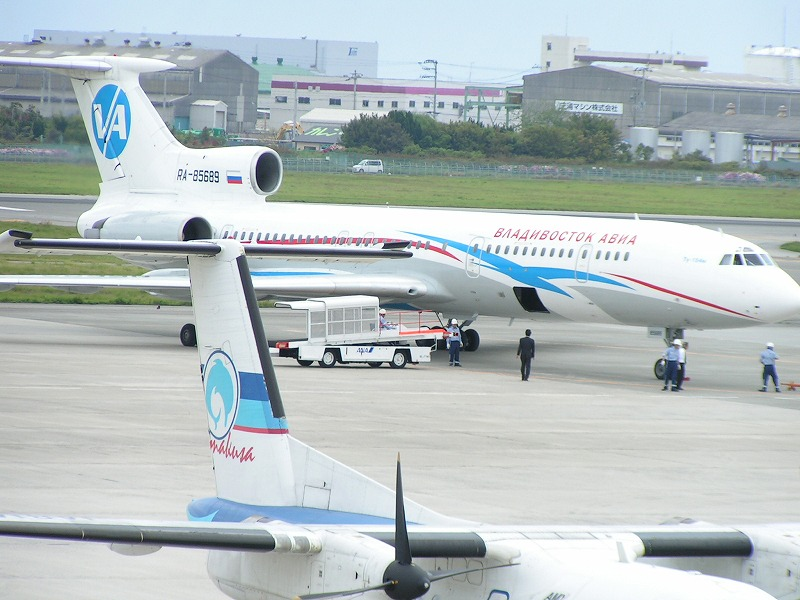
Tu-154M de Vladivostok Avia

Muchas aerolíneas que anteriormente eran divisiones de Aeroflot durante la época soviética heredaron algún Tu-154, muchos de ellos fueron retirados, otros aún siguen en servicio. Entre las mayores aerolíneas regionales que operan los Tu-154 se encuentran Vladivostok Avia, Yakutia Airlines y UTair Aviation. Actualmente, en Rusia, hay un total de 65 Tu-154 de las versiones M, B y 2B en servicio. Algunos de estos Tu-154 serán modernizados a las versiones Tu-154-200 o M2, alargando su vida útil y haciendo más rentable y económica su operación.

#### Servicio Militar

##### Fuerza Aérea Rusa
La Fuerza Aérea Rusa ha operado un total de 13 Tu-154 de las versiones B2 y M desde su fundación, en 1992, hasta hoy. Muchos de estos aviones eran antiguos transportes vip de la Fuerza Aérea Soviética, otros pertenecían a Aeroflot. Actualmente siguen siendo utilizados como transportes para personalidades, y ocasionalmente, son utilizados como el transporte oficial por el presidente cuando este realiza vuelos de corta duración dentro de Rusia. 

### Servicio en Tayikistán

#### Tajik Air

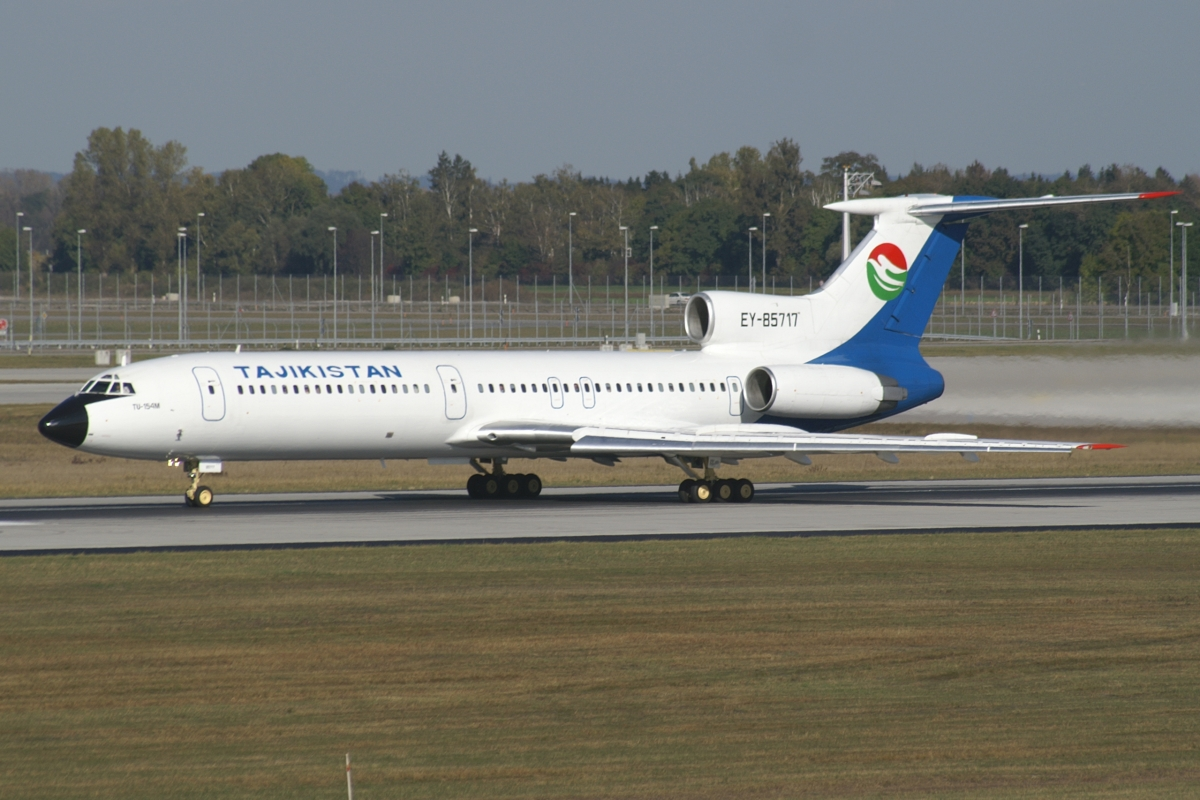
Tu-154M de Tajik Air

Tajik Air opera actualmente 6 Tu-154 de las versiones B y M. Estos aviones fueron entregados a la división de Aeroflot en Tayikistán en 1976, año desde el cual han operado en el país. Tras la Disolución de la Unión Soviética, se fundó Tajik Air, utilizando los aviones que Aeroflot dejó en el país. Estos aviones son utilizados regularmente en servicios domésticos y hacia diversas ciudades rusas únicamente, ya que en la mayoría de los países vecinos estos aviones han perdido su licencia para volar. El 15 de diciembre de 1997, un Tu-154M de la aerolínea se estrelló durante la aproximación al Aeropuerto Internacional de Sharjah, muriendo las 79 personas a bordo del aparato.

### Servicio en Turkmenistán

#### Turkmenistan Airlines
Turkmenistan Airlines operó un total de 12 Tu-154 en las versiones B1 y B2, estos aviones cubrían únicamente rutas internacionales hacia Europa Oriental, Asia Central y el Lejano Oriente. Durante alrededor de 3 años en conjunto con los Boeing 717 de la aerolínea, hasta que empezaron a ser retirados gradualmente en 2003. 
Estos equipos fueron totalmente retirados en 2009, poniendo fin a casi 40 años de servicio en el país. Algunos de sus Tu-154B2 fueron transferidos a la Fuerza Aérea de Turkmenistán, mientras que los demás fueron almacenados y desguazados.

#### Fuerza Aérea de Turkmenistán

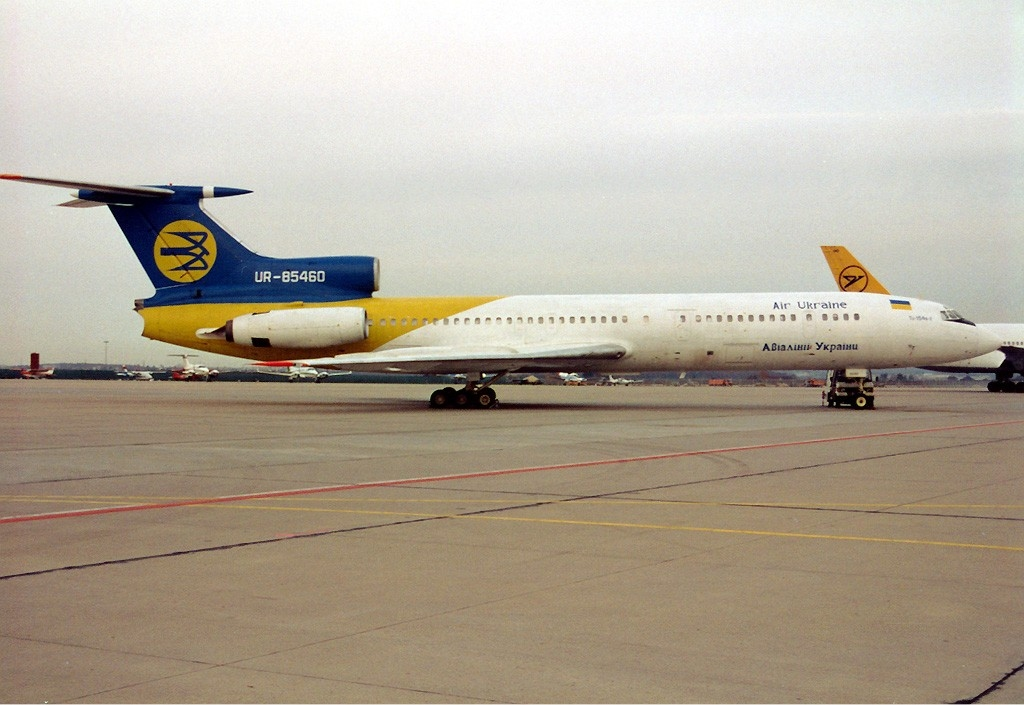
Tu-154 perteneciente a Air Ukraine International

La Fuerza Aérea de Turkmenistán operó un Tu-154B2 que fue transferido por Turkmenistan Airlines durante dos años. Este avión era utilizado como el transporte oficial por el presidente Saparmyrat Nyýazow durante su mandato, tras su muerte (mientras aún era presidente), el Tu-154 fue reemplazado por un Boeing 767 como avión presidencial.

### Servicio en Ucrania

#### Con Ukraine Air Enterprise y el Gobierno de Ucrania
El gobierno de Ucrania utiliza regularmente un Tu-154M que es propiedad de la compañía Ukraine Air Enterprise, una compañía chárter que recibe mayormente contratos de gobiernos de diversos países. El Tu-154M que regularmente es arrendado por el gobierno de Ucrania tiene una configuración vip apta para transportar al presidente. Ni el gobierno de Ucrania ni la Fuerza Aérea de Ucrania poseen ningún Tu-154 propio, por lo que tienen que arrendarlos a aerolíneas chárter, en este caso, Ukraine Air Enterprise.

### Servicio en Uzbekistán

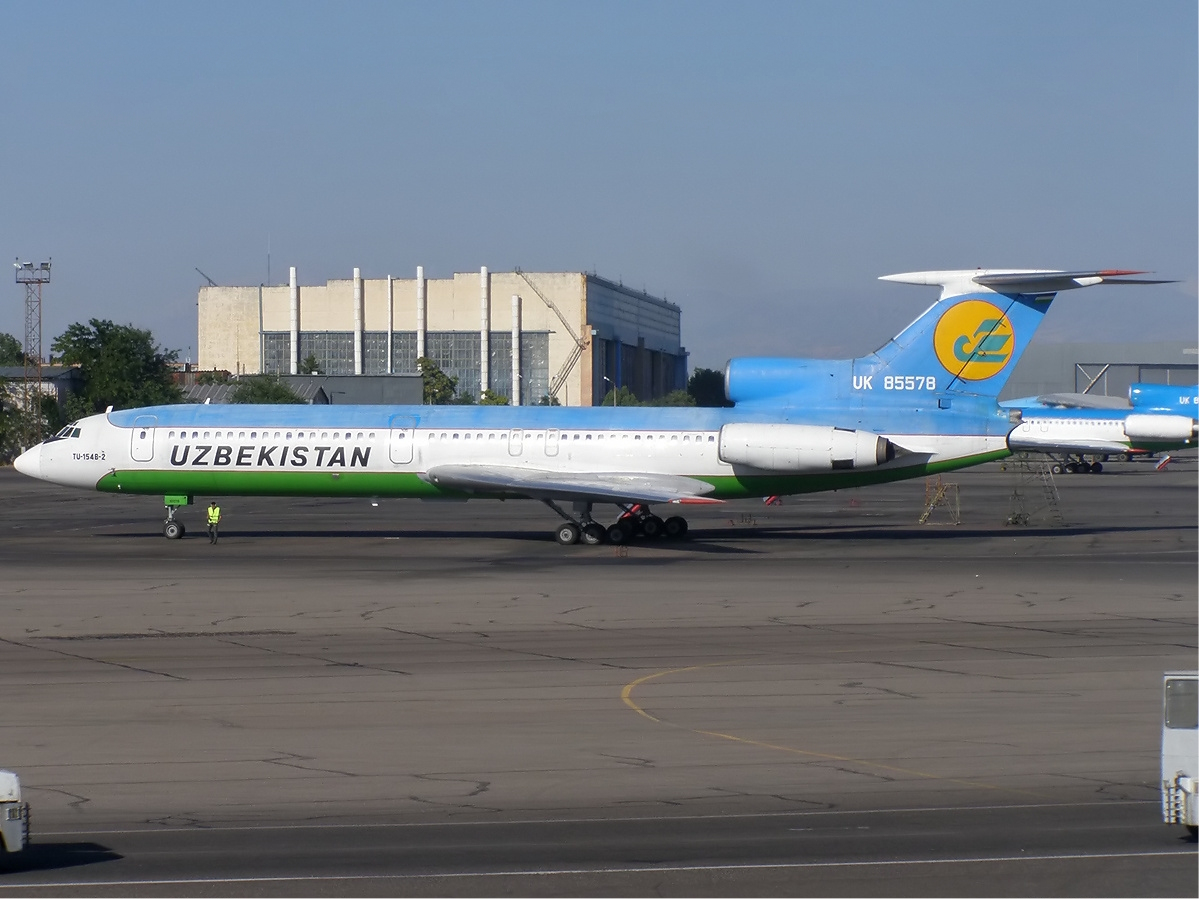
Tu-154B2 de Uzbekistan Airways

#### Con Uzbekistan Airways
Uzbekistan Airways llegó a operar 6 Tu-154 en las versiones M y B. Estos aviones eran utilizados en rutas domésticas e internacionales de medio rango. Durante el tiempo de servicio de estos aviones, estos tuvieron prohibido volar hacia la Unión Europea, por lo que la aerolínea empezó a sustituirlos en 2006, cuando compró 10 Airbus A320 y 8 Boeing 757. Los Tu-154 fueron retirados del servicio regular en 2010, actualmente solamente se utilizan los Tu-154M en vuelos chárter, los Tu-154B fueron desguazados.

#### Con la Fuerza Aérea de Uzbekistán
La Fuerza Aérea de Uzbekistán operó dos Tu-154 de las versiones B y B2, de estos aviones, uno pertenecía a Uzbekistan Airways, y el otro era propiedad del gobierno. El avión que pertenecía a la Fuerza Aérea fue regularmente utilizado como avión presidencial hasta la adquisición de los Boeing 767 por parte de la aerolínea estatal. Los Tu-154 siguen siendo utilizados ocasionalmente como transportes vip.

## Estado
En el periodo comprendido entre 1970 y 1998 se construyeron 918 aviones, de los cuales:
- 605 Tu-154A, B, B1 y B2. Entre ellos, 9 Tu-154S (Versión de carga), los cuales fueron convertidos a finales de 1980.

- 313 Tu-154M. Entre ellos, tres Tu-154M-100, un Tu-154M-LK-1, y un Tu-154ON.

El Tu-154 se convirtió en el avión de pasajeros más popular de la Unión Soviética y de todo el Bloque del Este en pocos años, siendo exportadas 150 aeronaves. 

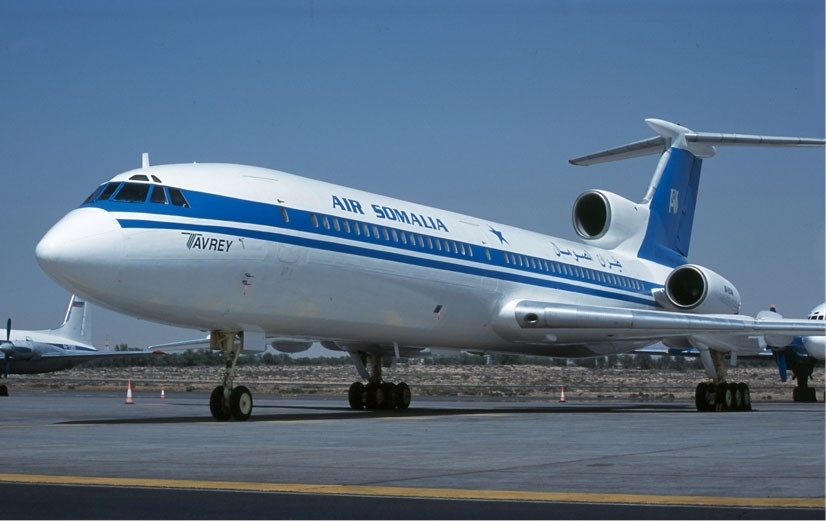
Tu-154B2 de Air Somalia

Desde la caída de la URSS y la década de los 90, sus usuarios han empezado a reemplazarlos con sus contrapartes occidentales; los Boeing 737 y los Airbus A320. Desde 2002, debido a las restricciones en los niveles de ruido se han prohibido los vuelos de los Tu-154 en algunos países de la UE. Desde 2006, todos los vuelos de todas las variantes del Tu-154 (Excepto el Tu-154M) están prohibidos en la Unión Europea. Este tipo de aviones son operados principalmente en la CEI, donde las normas de ruido no aplican. En 2008 y 2009, los servicios regulares de pasajeros con estos aviones fueron finalizados por las principales aerolíneas rusas; Aeroflot, Rossiya y S7 Airlines finalizaron la operación de este tipo de aviones, cambiándolos por sus pares occidentales. 

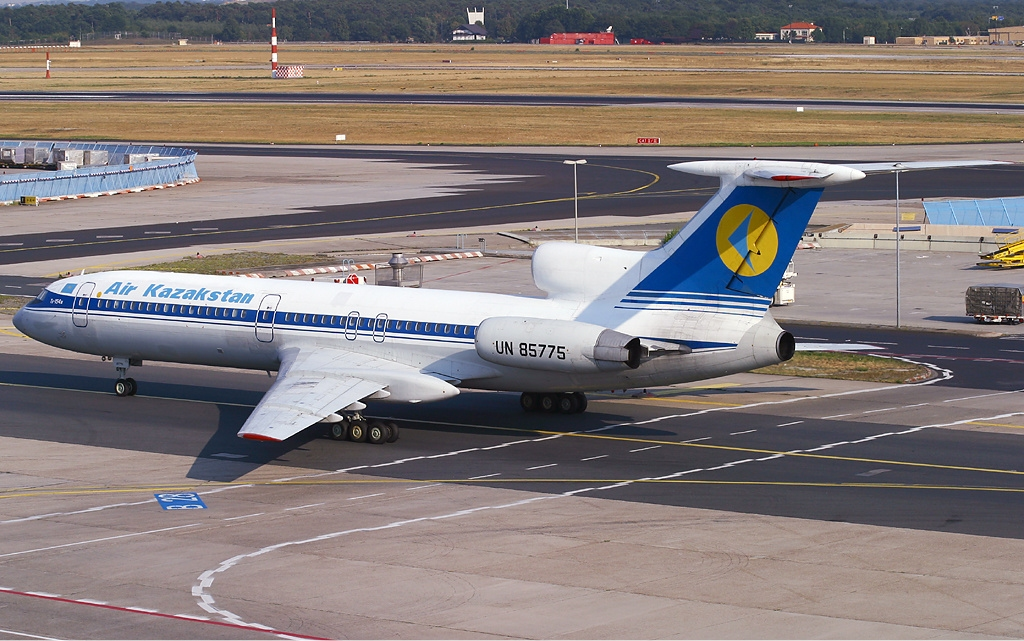
Tu-154M de Air Kazakstan

A finales de 2010, en Rusia se encontraban operativos 100 Tu-154 en sus diferentes variantes (82 Tu-154M y 18 Tu-154B2). Los principales usuarios rusos son UTair Aviation, KMV y Ural Airlines. En marzo de 2010, la única compañía rusa que tenía en servicio más de una docena de unidades era UTair Aviation, la cual opera 18 Tu-154M. El mayor usuario extranjero de este avión en Kazajistán, en el cual hay 12 aviones en servicio activo. Otros operadores extranjeros son Bielorrusia (5 aviones), Tayikistán (5 aviones), Kirguistán (3 aviones), Azerbaiyán (3 aviones), Uzbekistán (3 aviones), Corea del Norte (2 aviones) y China (2 aviones).

### El futuro
En 2003 la Oficina de Diseños Tupolev lanzó al mercado el Tu-204-300, un avión de medio alcance destinado a ser el sucesor del Tu-154. Varios años después, fue anunciado el Irkut MS-21, el cual resultó ser más económico de operar que el Tupolev, ya que este era una combinación de los proyectos del Ilyushin Il-214 y el fallido Yakovlev Yak-242. Se planean varias versiones del MS-21; MS-21-100 (132 pasajeros), MS-21-200 (156 pasajeros) y MS-21-300 (174 pasajeros). Estas dos últimas están destinadas a sustituir el al Tu-154, la primera sustituirá al Tu-134.
A raíz del incidente del vuelo 348 de Kolavia, un Tu-154B2, el gobierno ruso ha instado a las compañías a retirar estos aviones ya obsoletos.

## Variantes

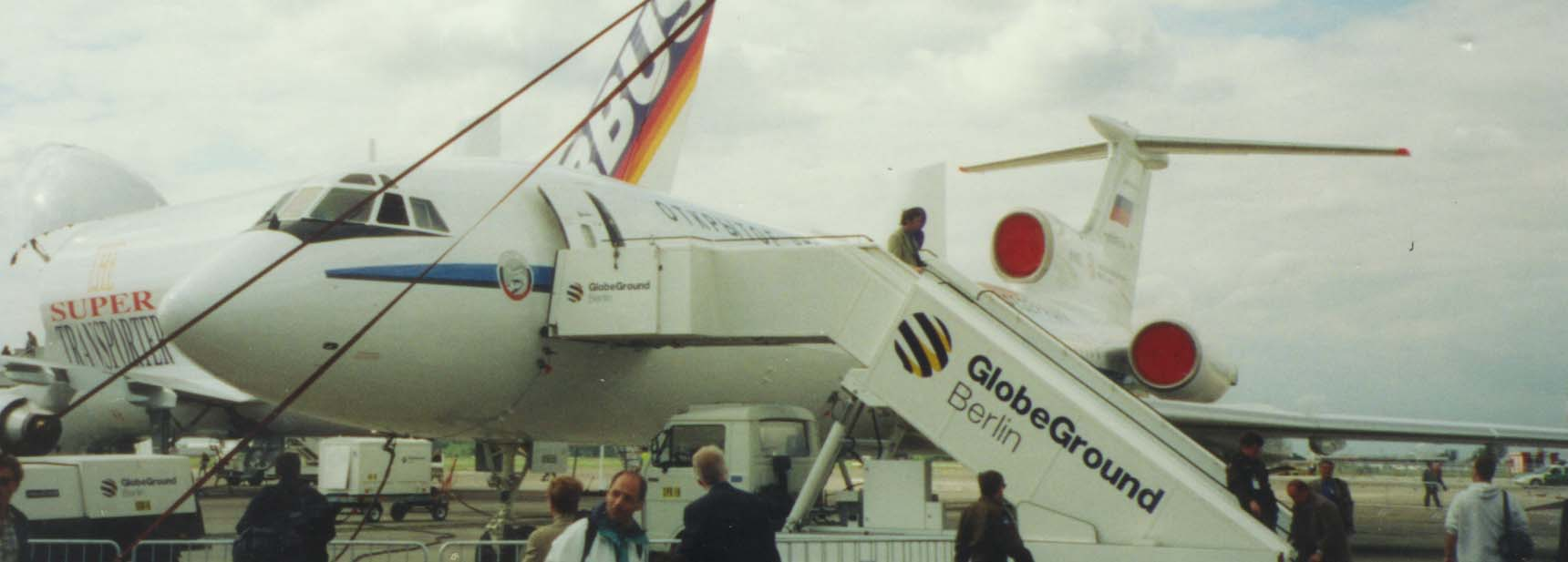
Uno de los prototipos del Tu-154 expuesto en Moscú en el año 1998

Se desarrollaron 4 variantes al modelo original que básicamente mejoraron en la técnica, porque visualmente los aviones eran los mismos: Tu-154A, Tu-154B, Tu-154S y el más moderno y eficiente Tu-154M. Además se desarrollaron a partir del Tu-154, dos prototipos basados en este avión. Se construyeron muchas variantes de este avión. Al igual que su contraparte occidental, el Boeing 727, muchos de los Tu-154 en servicio han sido equipados con motores más silenciosos, y algunos fueron convertidos a cargueros. La producción empezó en 1970 y finalizó en 2013.
- Tu-154: se comenzó la producción en 1970, mientras que primer vuelo con pasajeros se llevó a cabo el 9 de febrero de 1972. Alimentado por turbofán Kuznetsov NK-8-2 que llevaba a 164 pasajeros. Se construyeron alrededor de 42 aparatos.

- Tu-154A: primera versión mejorada del Tu-154, se agregaron tanques de combustible extras en el centro del fuselaje, más salidas de emergencia, se instalaron motores más potentes Kuznetsov NK-8-2U. Otras mejoras incluían flaps/slats automáticos, controles de estabilización y aviónica mejorada. El MTOW fue aumentado a 94 t . Hubo 15 versiones diferentes del interior del avión, todas variaban según el país comprador, la aerolínea y la ruta que cubriría.

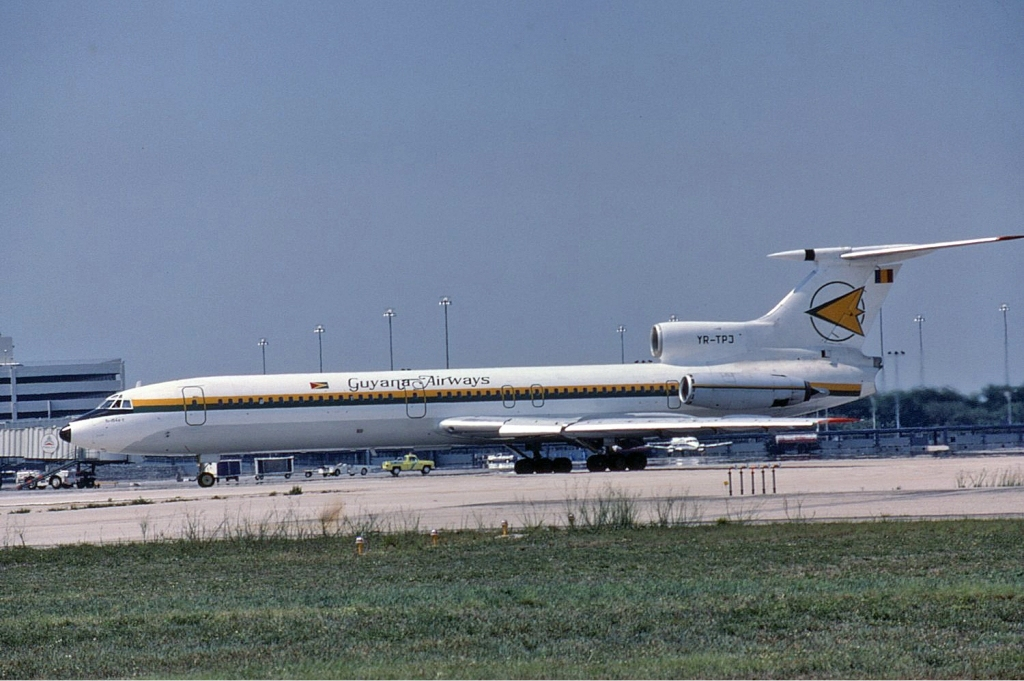
Tu-154B de Guyana Airways, uno de los pocos operadores americanos de este avión

- Tu-154B: Debido a que las 2 primeras versiones del Tu-154 sufrían de grietas en las alas después de pocos años en servicio, en 1975 entró en producción el Tu-154B, una versión con alas más resistentes. Se agregó un tanque de combustible adicional en el centro del fuselaje y una nueva salida de emergencia ubicadas en la cola y el MTOW se aumentó a 98 t. La capacidad de pasajeros aumentó mínimamente y el avión fue equipado con motores NK-8-2U. El piloto automático de esta versión fue certificado por la OACI.

- Tu-154B-1: Aeroflot quería esta versión para aumentar los ingresos en las rutas nacionales. Llevaba 160 pasajeros. Esta versión también tuvo algunas pequeñas modificaciones en el sistema de combustible, aviónica, aire acondicionado, tren de aterrizaje. Se construyeron 64 aviones de este tipo entre 1977 y 1978.

- Tu-154B-2: esta versión incluía pequeñas modernizaciones del Tu-154B. Además se agregaron 20 asientos más con la eliminación de la cocina. Algunos Tu-154B fueron modificados a esta versión. El MTOW fue aumentado a 100 t . Se construyeron 311 aviones de esta versión, algunos aún siguen en servicio vip y en pequeñas aerolíneas.

- Tu-154S: versión variante exclusivamente de carga del Tu-154B. Se añadió un piso reforzado y una compuerta de carga en la parte delantera de la proa del avión. Se planearon 20 aviones, pero finalmente solo 9 se construyeron. Se llevaron a cabo pruebas con este avión a principios de los 80, y empezó operaciones regulares en 1984. Para 1997 todos habían sido retirados.

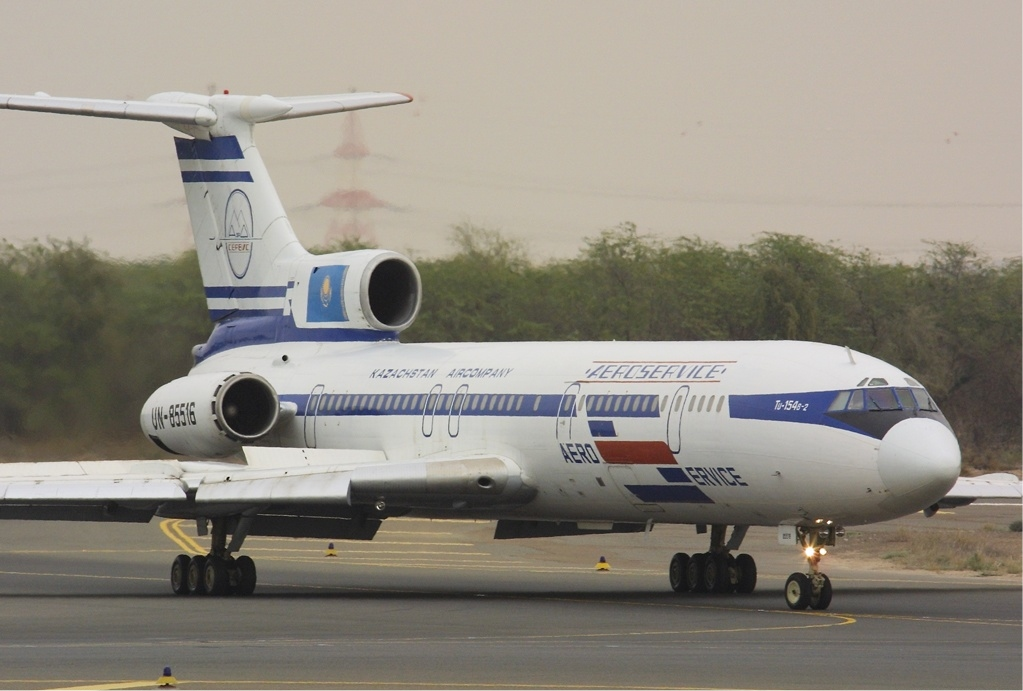
Tu-154M de Aeroservice

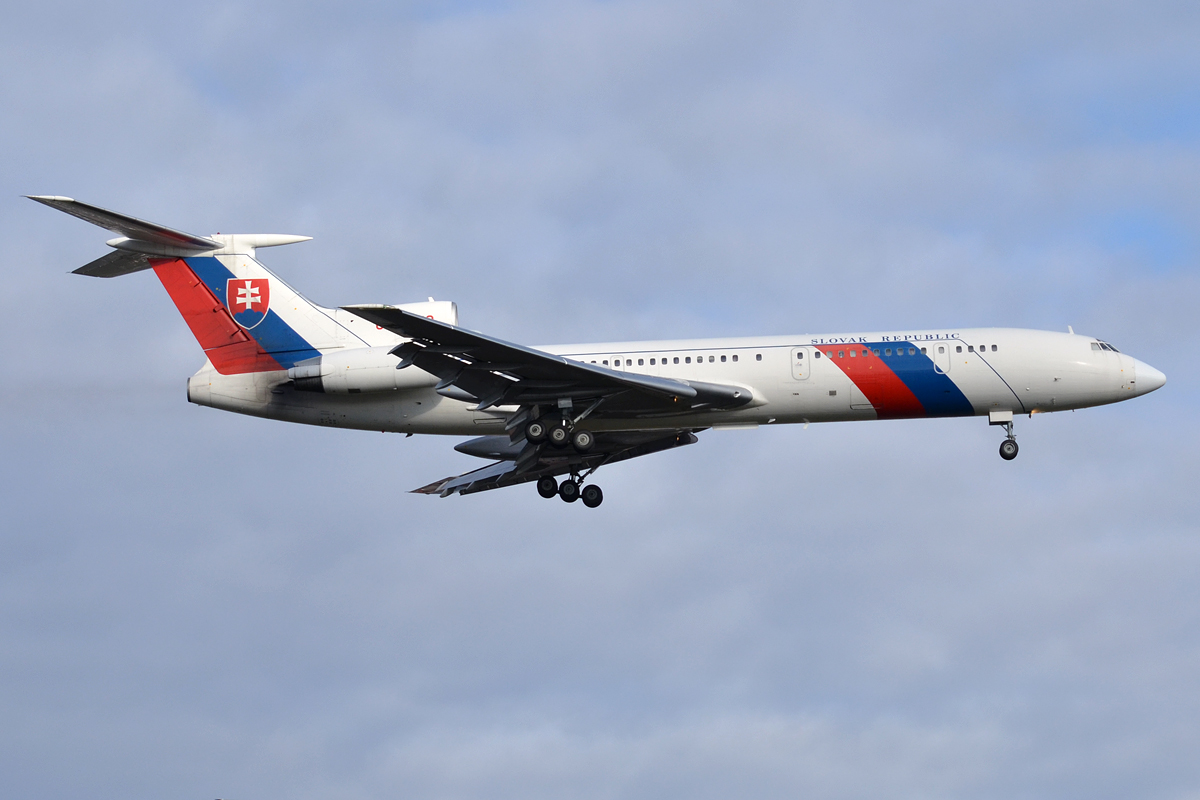
Tu-154M Lux del Gobierno de Eslovaquia en 2015

- Tu-154M: la versión más actualizada del avión, tuvo su primer vuelo en 1982 y entró en producción en masa en 1984. Esta versión utilizaba motores Solovev D-30KU-154 más eficientes. Junto a un refinamiento aerodinámico significativo, lo que condujo a un consumo de combustible mucho menor y por lo tanto, mayor alcance así como menores costos de operación. Esta versión cuenta con nuevas solapas de doble ranura, lo cual reduce el ruido en la aproximación. El MTOW fue aumentado a 102 t en algunos aviones y en otros a 104 t. Se fabricaron alrededor de 320 aviones de este tipo. La producción en masa de estos aviones cesó en 2006, aunque aún se construyen en cantidades limitadas.

- Tu-154M-LK-1: en un principio este avión estaba acondicionado como vip. Luego fue modificado totalmente para que los cosmonautas practicasen con los sistemas de control del Transbordador Burán, en este avión se instalaron controles similares a los del Burán. Esta versión fue utilizada porque el Burán requiere de una fuerte bajada, y el único avión capaz de emular eso era el Tu-154. La cabina era un centro de entrenamiento para los cosmonautas, que además de aprender a pilotar el Burán, eran entrenados en técnicas fotográficas desde el espacio y comunicaciones.

- Tu-154ON: Alemania del Este modificó uno de los Tu-154 de su fuerza aérea para convertirlo en un avión de observación. Este avión estaba involucrado en inspección de Cielos Abiertos. El avión se convirtió en la Planta de Aviación de Elbe. Luego de varias docenas de misiones, se perdió en una colisión en el aire en 1997.

- Tu-154M-100: el diseño de esta variante se inició en 1994, pero el primer avión no se entregaron hasta 1998. Es una versión mejorada con aviónica occidental, incluyendo equipo de gestión de vuelo, GPS, EGPWS, TCAS, y otros sistemas modernos. El avión podía transportar hasta 157 pasajeros. la cabina contaba con un sistema de oxígeno automático y grandes compartimientos superiores. Solo se construyeron tres y fueron entregados a Eslovaquia como parte de pago de una deuda que tenía Rusia con ese país. Estos aviones fueron devueltos a Rusia 2 años después de ser entregados.

- Tu-154R: versión de reconocimiento desarrollada en la República Popular China. El proyecto nunca evolucionó más allá de una propuesta hecha por la Fuerza Aérea del Ejército Popular de Liberación.

- Túpolev Tu-155: prototipo que usaba gas natural o metano para alimentar su motor central. Realizó su primer vuelo a finales de los años 80.
- Túpolev Tu-156: este prototipo se adaptó para que los tres motores pudieran usar hidrógeno o gas natural.

### Posible modernización

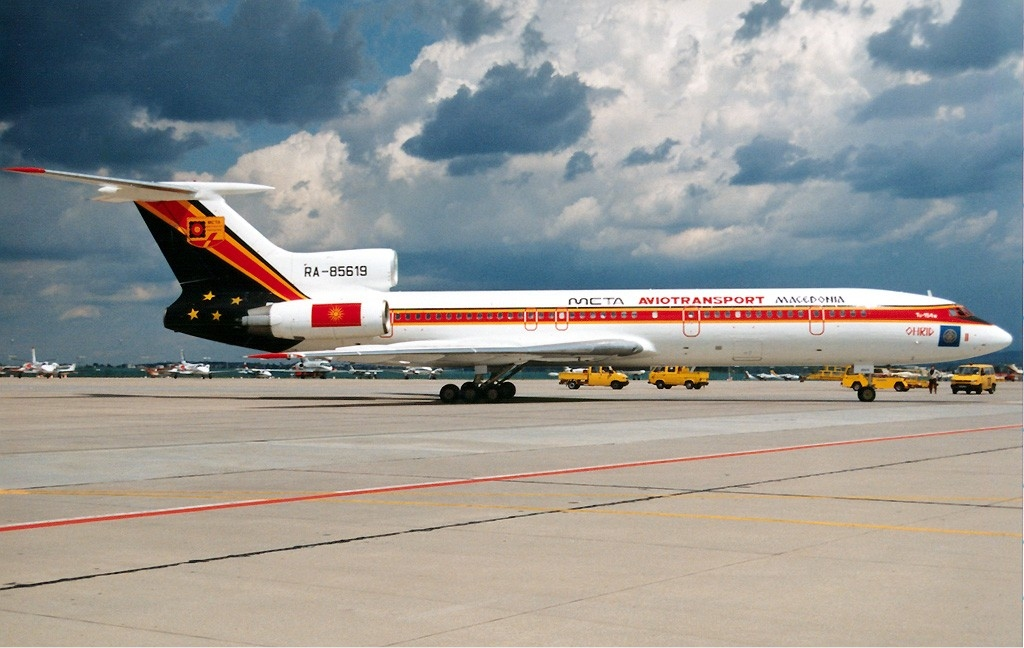
Tu-154M de META Aviotransport

La empresa fabricante del avión, Tupolev, ha ofrecido a las aerolíneas que aún operan el avión una modernización de estos equipos; dicha modernización incluye la instalación de una cabina totalmente digitalizada, la reducción del consumo de combustible mediante la instalación de modernos motores PS-90 y una modernización del interior del avión, en el cual se ofrecería más confort a los pasajeros. Esta versión tendría dos denominaciones, las cuales variarían dependiendo del modelo inicial del avión; si se tratase de un Tu-154 de las series B, se denominaría Tu-154-200; si se tratase de un Tu-154M, se denominaría Tu-154M2. La mayoría de las aerolíneas desistieron de dicha oferta, ya que actualmente operan o tienen pedidos equipos de fabricación occidental mucho más económicos de operar. Otras aerolíneas aceptaron la oferta y se espera que las modernizaciones para sus equipos inicie a finales de 2013.

## Especificaciones
- Años de construcción: 1968 - 2006
- Constructor: Túpolev
- Envergadura: 37,55 m

- Longitud: 47,9 m
- Altura: 11,4 m
- Superficie de las alas: 201,5 m²

Esquema del Tu-154

- Peso máximo de despegue: 100.000 kg (Tu-154M)
- Pasajeros: 160-180
- Velocidad máxima: 860 km/h
- Altitud máxima: 11 000 m
- Alcance máximo: 4.000 km
- Turbinas: 3 Kuznetsov NK-8-2U (Tu-154A und B) con 103 kN de potencia cada una o 3 Soloviev D-30 KP/KU (Tu-154M) con 108 kN.

### Comparación entre sus principales versiones
| Aspectos                                 | Tu-154B-2              | Tu-154M              |
| ---------------------------------------- | ---------------------- | -------------------- |
| Tripulación de cabina                    | Tres/Cuatro            | Tres/Cuatro          |
| Capacidad de pasajeros                   | 114–180                | 114–180              |
| Longitud                                 | 48,8 m                 | 48,8 m               |
| Envergadura                              | 37,55 m                | 37,55 m              |
| Área alar                                | 201,5 m²               | 201,5 m²             |
| Altura                                   | 11,4 m                 | 11,4 m               |
| MTOW                                     | 98.000 kg – 100.000 kg | 102.000 – 104.000 kg |
| Peso vacío                               | 50700 kg               | 55300 kg             |
| Velocidad máxima                         | 950 km/h (510 kn)      | 950 km/h (510 kn)    |
| Rango con carga máxima                   | 2500 km                | 5280 km              |
| Rango con máxima cantidad de combustible | 3900 km                | 6600 km              |
| Techo de vuelo                           | 12.100 m               | 12.100 m             |
| Motores (x 3)                            | Kuznetsov NK-8-2U      | Soloviev D-30KU-154  |
| Máximo empuje (x 3)                      | 90 kN c/u              | 103 kN c/u           |

### Comparación con sus principales competidores
|                                               | Tu-204        | Airbus A321      | Boeing 757-200 | Тu-154М       |
| --------------------------------------------- | ------------- | ---------------- | -------------- | ------------- |
| Capacidad de pasajeros                        | 212           | 220              | 216            | 176           |
| Peso Máximo de Despegue (toneladas)           | 107,5         | 89               | 108,8          | 104           |
| Capacidad Máxima de Carga (toneladas)         | 21            | 21,3             | 22,6           | 18            |
| Velocidad de Crucero (km/h)                   | 810-830       | 850              | 850            | 900-950       |
| Longitud de pista requerida para despegar (m) | 2500          | 2500             | 2500           | 2200          |
| Eficiencia de combustible por kilómetro       | 19,3          | 18,5             | 23,4           | 27,5          |
| Costo Unitario (Millones US$)                 | 35 (Año 2007) | 87-92 (Año 2008) | 80 (Año 2002)  | 15 (Año 1997) |

## Accidentes
Desde la entrada en servicio de los primeros TU-154, 66 aeronaves han protagonizado accidentes, una cifra superior a la media en sus homólogos Boeing o Airbus (al menos 7% de los Tu-154 se han perdido en percances frente a un 4,6% de Boeing 727). Aunque seis de estas pérdidas se debieron a derribes por fuerzas militares o atentados terroristas, otras se debieron a las malas condiciones de los aeródromos, problemas mecánicos, errores de pilotaje o fallos del control aéreo, como fue el caso de la colisión en el aire en 2002. 

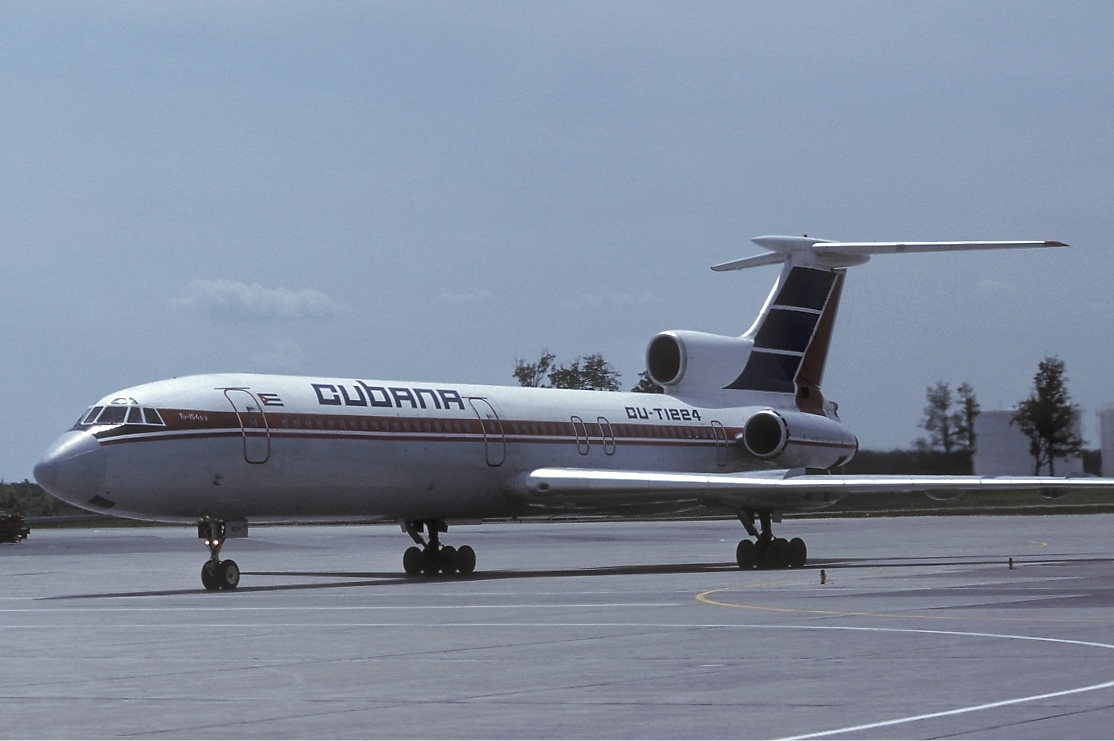
Tu-154 de Cubana de Aviación similar al accidentado en Quito, Ecuador

- El 30 de agosto de 1998 un Tupolev Tu-154M CU-T1264 que operaba el vuelo 389 de Cubana (N.º 720, hecho del 23 de diciembre de 1985) se estrelló en Quito, Ecuador. Con 91 personas a bordo (77 pasajeros y 14 tripulantes), solo sobrevivieron 21, dejando un total de 80 muertos, incluyendo 10 personas en tierra. A las 13:03, después de varios intentos fallidos de despegar hacia Guayaquil sobrecargado, no pudo tomar altura y se estrella sobre unas casas cerca del aeropuerto. El piloto cubano intentó abortar el despegue luego de la velocidad de decisión; adicionalmente, el informe final determinó una falla técnica. Antes del despegue, la tripulación cubana solicitó un compresor para encender los motores y desestimó las protestas de los pasajeros que pedían suspender el vuelo ante las fallas del aparato. El Presidente ecuatoriano Jamil Mahuad llegó al lugar. El General de División Rogelio Acevedo, presidente del Instituto de Aeronáutica Civil de Cuba, llegó al Ecuador inmediatamente. Acevedo recorrió la zona del desastre y se entrevistó por separado con el comandante de la Fuerza Aérea Ecuatoriana, General Hernán Ballester, y el presidente de la comisión investigadora designada por el gobierno ecuatoriano, Jorge Moreno

- El avión comercial ruso Tu-154 de la empresa aérea 'Sibir' que realizaba la ruta de Tel Aviv a Novosibirsk, cayó en el Mar Negro frente a la costa de Crimea el 4 de octubre de 2001. Fallecieron todos los pasajeros y tripulantes, 78 personas en total. Investigaciones posteriores afirmaron que Ucrania había derribado el avión durante unos ejercicios de combate en el Mar Negro, entre los que se incluían la práctica de uso de los misiles tierra-aire S-200.

- El 1 de julio de 2002 un Tu-154 de la Bashkirian Airlines chocó en el aire con un B-757 de DHL. Las 69 personas a bordo del Tu-154 murieron así como las 2 del DHL (era un avión de carga).

- El 22 de agosto de 2006 un rayo alcanzó en pleno vuelo al Tu-154 de la compañía Púlkovo, con 171 pasajeros a bordo, que volaba desde el centro turístico de Anapa, en el mar Negro, hacia San Petersburgo. El avión se precipitó en una zona despoblada a 45 kilómetros al norte de Donetsk, al este de Ucrania. El aparato sufrió un incendio a una altitud de 10 000 metros, y la tripulación decidió realizar un aterrizaje de emergencia después de emitir una señal de socorro, pero no hubo supervivientes.

- El 1 de septiembre de 2006, 51 personas fallecieron tras incendiarse el avión en el que viajaban en el momento de su aterrizaje en Mashhad, en el noreste de Irán.[18] Una de las ruedas del aparato reventó durante la maniobra. El avión transportaba a 147 pasajeros y procedía de Bandar Abbas, al sur del país.

- El 15 de julio de 2009 un Tu-154 de la compañía Caspian Airlines, volaba con destino a Ereván, la capital de Armenia con 153 pasajeros y 15 tripulantes cuando se precipitó a tierra 16 minutos después de despegar de Teherán por motivos que aún se desconocen. Todos los pasajeros y tripulantes fallecieron.

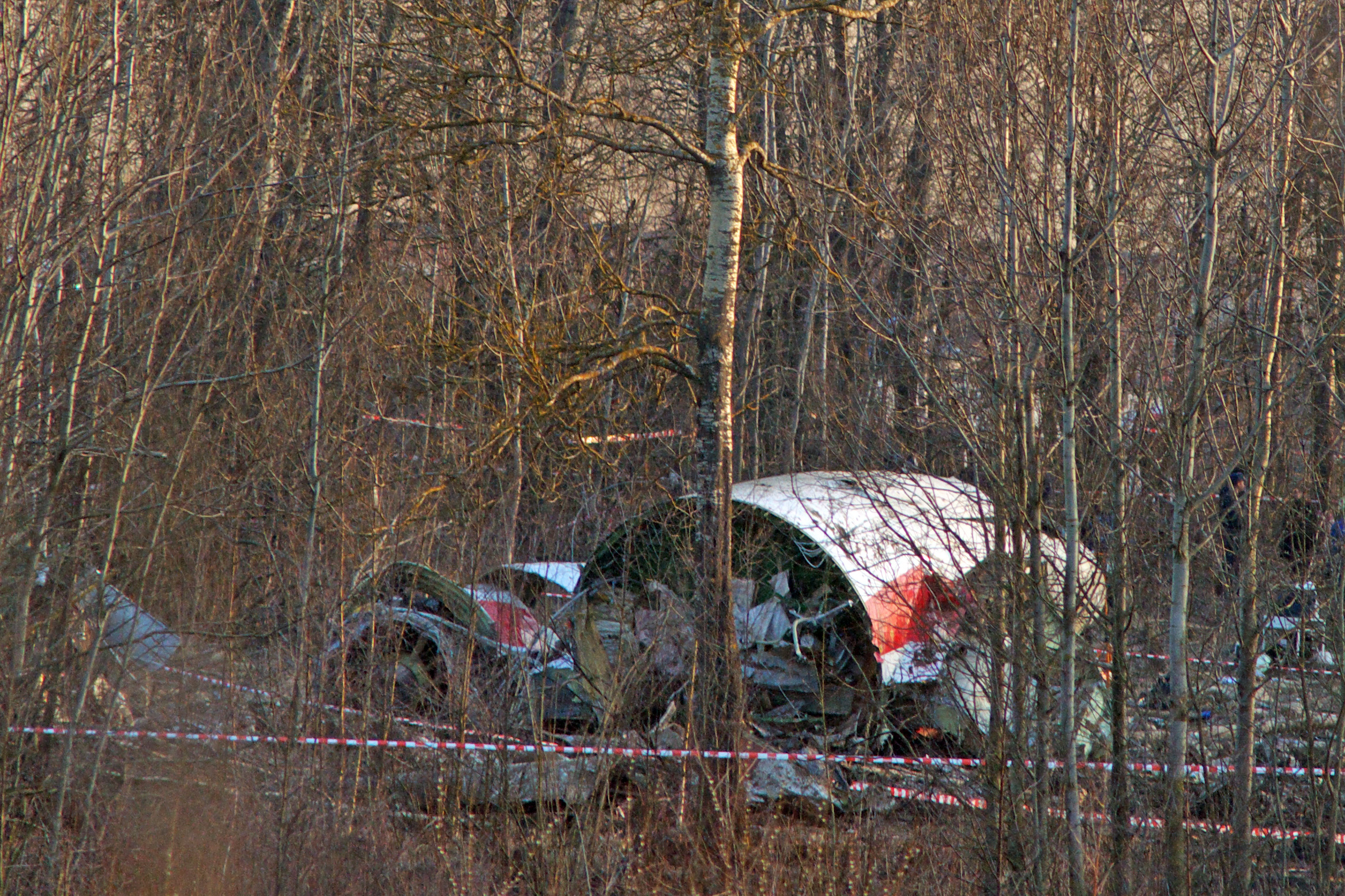
Restos del Tu-154 de la Fuerza Aérea Polaca

- El 10 de abril de 2010 un Tu-154 de la Fuerza Aérea Polaca se estrelló en Rusia, causando la muerte al presidente polaco Lech Kaczynski, entre otras importantes personalidades. La investigación de las cajas negras descartó un fallo en el aparato, siendo la causa del accidente la desobediencia del piloto a la torre de control del aeropuerto militar de Smolensk (Rusia) negándose a abortar al aterrizaje por la meteorología adversa en la zona.[19]

- El 4 de diciembre de 2010 un Tu-154 de las Aerolíneas de Daguestán con al menos 155 ocupantes hizo un aterrizaje de emergencia tras una falla en sus motores en un aeropuerto de Moscú. La aeronave se salió de la pista y se estrelló con algunas construcciones, por lo que dos personas murieron y 83 resultaron heridas. El piloto solicitó autorización para un aterrizaje de emergencia en Domodedovo, en el sureste de Moscú, después de que detectara que los motores se apagaron cuando la nave había recorrido 80 kilómetros y volaba a 9100 m (30 000 pies) de altura.

- El 1 de enero de 2011 un Tu-154 de la aerolínea regional Kogalymavia, se preparaba a partir hacia Moscú desde la ciudad occidental siberiana de Surgut. Una persona murió y 10 resultaron heridas cuando el avión de pasajeros, que llevaba a 128 personas estalló cuando un motor se incendió. El resto de los pasajeros y la tripulación fueron evacuados; el incendio comenzó cuando el avión rodaba por la pista para despegar.

- El 25 de diciembre de 2016 un Tu-154 operado por la Fuerza Aérea Rusa con 91 personas a bordo desapareció poco después de haber despegado de la ciudad de Adler, en el sur de Rusia. Sus restos fueron hallados en el Mar Negro, indicó el ministerio ruso de Defensa. La aeronave había desaparecido luego de partir rumbo a Siria. Viajaban 83 pasajeros y 8 tripulantes. El aparato transportaba efectivos militares rusos y miembros del Alexandrov Ensemble, la banda que tenía previsto participar en las celebraciones de fin de año en la base rusa. Había además nueve periodistas a bordo.

## Nombres de las aeronaves
Varios Tu-154 recibieron nombres de ciudades, pilotos de pruebas célebres y gente importante. 
- RA-85312 "San Sanych"

- RA-85451 "Planta 411GA 55"

- RA-85457 "Stavropol"

- RA-85512 "Vladimir Kondakov"

- RA-85562 "Dalnerechensk"

- RA-85588 "Artem" (Vuelo 348 de Kolavia)

- RA-85619 "Yulia Fomina"

- RA-85676 "Sayanogorsk"

- RA-85681 "Abakan"

- RA-85685 "Nakhodka"

- RA-85710 "Vladivostok"

- RA-85727 "Konstantin Luzhetsky"

- 4K-85729 "Shemakhi"

- RA-85733 "Antonina Grigorieva"

- 4K-85734 "Shusha"

- RA-85736 Archivado el 6 de noviembre de 2013 en Wayback Machine. "Yuri Morozov"

- 4K-85738 "Lachin"

- RA-85743 "Yuri Schaeffer"

- RA-85755 "Vasily Bajilov"

- RA-85768 "Konstantin Brekhov"

- RA-85787 "Surgut" (Vuelo 6437 de Taban Air)

- RA-85788 "Boris Scherbina"

- RA-85790 "Valery Kuzmin"

- RA-85796 "Victor Muravlenko"

- RA-85803 "Spassk-Dalny"

- RA-85805 "Farman Salmanov"

- RA-85808 "Peter Panov"

- RA-85813 "Vladimir Kuleshov"

- RA-85820 "Roman Marchenko"

- RA-85828 "Rasul Gamzatov"

- RA-85837 "Jakasia"

- RA-85845 (enlace roto disponible en Internet Archive; véase el historial, la primera versión y la última). "Ussuriysk" (Accidente del vuelo XF352)

- RA-85849 "Arseniev"

- RA-85056 "Nikolai Baibakov"[20]

Otros fueron pintados con esquemas conmemorativos.
- RA-85637 Avión que transporto al PFC CSKA Moscú durante la UEFA Champions League 2010-2011

- RA-85677 Conmemorativo de los 60 años de la ciudad de Magadan

- LZ-LCU Fue pintado el escudo de la selección de fútbol de Bulgaria en un costado.

## Operadores

### Civiles
Para el 11 de julio de 2011, 108 Tu-154 (de todas las variantes) permanecían en servicio alrededor del mundo. El mayor operador de los Tu-154 actualmente es Irán, pero todos los aviones de este modelo fueron puestos en tierra en febrero de 2011 tras dos accidentes que dejaron víctimas mortales. 

#### Actuales
| Operadores actuales del Tupolev Tu-154 | Operadores actuales del Tupolev Tu-154 | Operadores actuales del Tupolev Tu-154 | Operadores actuales del Tupolev Tu-154                    | Operadores actuales del Tupolev Tu-154 |
| -------------------------------------- | -------------------------------------- | -------------------------------------- | --------------------------------------------------------- | -------------------------------------- |
| País                                   | Aerolínea                              | Cantidad de unidades                   | Notas                                                     |                                        |
| Azerbaiyán                             | Turan Air                              | 5                                      | Únicamente vuelos chárter.                                |                                        |
| Bielorrusia                            | Belavia                                | 3                                      | Uno es utilizado únicamente como transporte presidencial. |                                        |
| Corea del Norte                        | Air Koryo                              | 4                                      | Serán sustituidos por los Tu-204                          |                                        |
| Irán                                   | Aria Air                               | 3                                      | En tierra desde 2011                                      |                                        |
|                                        | Eram Air                               | 3                                      | En tierra desde 2011                                      |                                        |
|                                        | Taban Air                              | 1                                      | En tierra desde 2011                                      |                                        |
| Kirguistán                             | Kyrgyzstan Airlines                    | 2                                      |                                                           |                                        |
| Rusia                                  | Aero Rent                              | 2                                      | Solo chárters                                             |                                        |
|                                        | Aviaenergo                             | 3                                      |                                                           |                                        |
|                                        | Gazpromavia                            | 4                                      | Solo vuelos para Gazprom                                  |                                        |
|                                        | Kogalymavia                            | 5                                      | Siendo retirados                                          |                                        |
|                                        | Orenair                                | 1                                      |                                                           |                                        |
|                                        | Tatarstan Airlines                     | 1                                      |                                                           |                                        |
|                                        | Vladivostok Avia                       | 3                                      |                                                           |                                        |
|                                        | Yakutia Airlines                       | 4                                      |                                                           |                                        |
| Tayikistán                             | Tajik Air                              | 6                                      |                                                           |                                        |

#### Operadores pasados
| Antiguos operadores civiles del Tupolev Tu-154 | Antiguos operadores civiles del Tupolev Tu-154 | Antiguos operadores civiles del Tupolev Tu-154 | Antiguos operadores civiles del Tupolev Tu-154 | Antiguos operadores civiles del Tupolev Tu-154 |
| ---------------------------------------------- | ---------------------------------------------- | ---------------------------------------------- | --- | ---------------------------------------------- |
| País                                           | Aerolínea                                      | Cantidad de unidades                           | Año de retiro |                                                |
| Afganistán                                     | Ariana Afghan Airlines                         | 3                                              | 2000 |                                                |
| Albania                                        | Albanian Airlines                              | 3                                              | 2008 |                                                |
| Armenia                                        | Arax Airlines                                  | 2                                              | 1996 |                                                |
|                                                | Armenian Airlines                              | 10                                             | 2003 |                                                |
| Azerbaiyán                                     | Azerbaijan Airlines                            | 20                                             | 2006 |                                                |
|                                                | Imair                                          | 6                                              | 2009 (Al momento de la quiebra solo quedaban dos en servicio) |                                                |
| Bosnia y Herzegovina                           | Air Bosna                                      | 1                                              | 1992 (Arrendado a Aeroflot) |                                                |
| Bulgaria                                       | Air Scorpio                                    | 1                                              | 2003 |                                                |
|                                                | Air VIA                                        | 6                                              | 2006 |                                                |
|                                                | Balkan Holidays Airlines                       | 4                                              | 2003 |                                                |
|                                                | Bulgarian Air Charter                          | 11                                             | 2002 |                                                |
|                                                | Balkan Bulgarian Airlines                      | 41                                             | 2002 |                                                |
|                                                | Hemus Air                                      | 9                                              | 2004 |                                                |
| República Popular de China                     | Air Great Wall                                 | 2                                              | 1995 (Uno era arrendado a Aeroflot) |                                                |
|                                                | Administración de Aviación Civil China         | 8                                              | 1987 |                                                |
|                                                | China Northwest Airlines                       | 15                                             | 1996 |                                                |
|                                                | China Southwest Airlines                       | 5                                              | 2000 |                                                |
|                                                | China United Airlines                          | 16                                             | 2002 |                                                |
|                                                | Sichuan Airlines                               | 6                                              | 1993 |                                                |
|                                                | Zhejiang Airlines                              | 1                                              | 1995 (Arrendado a Baikal Airlines) |                                                |
| Cuba                                           | Cubana de Aviación                             | 9                                              | 1999 |                                                |
| República Checa                                | CSA Czech Airlines                             | 12                                             | |                                                |
|                                                | Georgia Air Prague                             | 3                                              | 1995 |                                                |
| Croacia                                        | Air Adriatic                                   | 1                                              | 2001 (Arrendado a Bulgarian Air Charter) |                                                |
| Egipto                                         | Egyptair                                       | 6                                              | 1974 |                                                |
| Eslovaquia                                     | Air Terrex                                     | 1                                              | 1999 |                                                |
|                                                | Air Transport Europe                           | 3                                              | 1999 |                                                |
| Georgia                                        | Airzena Georgian Airlines                      | 4                                              | 2003 |                                                |
|                                                | Transair Georgia                               | 7                                              | 1998 (Uno de los Tu-154 fue destruido durante la guerra) |                                                |
|                                                | South Airlines                                 | 1                                              | 2005 |                                                |
|                                                | GACO Kaukasia Airlines                         | 1                                              | 1998 (Vendido a Donavia) |                                                |
|                                                | ORBI Georgian Airlines                         | 8                                              | 1997 (Uno fue destruido durante la guerra de Abjasia) |                                                |
| Guyana                                         | Guyana Airways                                 | 2                                              | 1985 (Ambos fueron arrendados a TAROM durante la crisis que sufrió la aerolínea en los 80) |                                                |
| Hungría                                        | Atlant Hungary Airlines                        | 3                                              | 2007 |                                                |
|                                                | Malév Hungarian Airlines                       | 18                                             | 2001 |                                                |
|                                                | Pannon Airlines                                | 1                                              | 2000 |                                                |
| Irán                                           | Caspian Airlines                               | 8                                              | 2003 |                                                |
|                                                | Fars Air Qeshm                                 | 4                                              | 2000 |                                                |
|                                                | Iran Air Tours                                 | 54                                             | 2011 (Al 2011 solo quedaban 14 en servicio, anteriormente, la aerolínea arrendó aviones a Aeroflot) |                                                |
|                                                | Kish Air                                       | 18                                             | 2010 (Al momento del retiro, solo había dos operativos) |                                                |
|                                                | Mahan Air                                      | 11                                             | 2008 |                                                |
|                                                | Qeshm Air                                      | 5                                              | 1997 |                                                |
|                                                | Zagros Air                                     | 2                                              | 2006 (Arrendados a Samara Airlines) |                                                |
| Kazajistán                                     | Aeroservice Kazakhstan                         | 2                                              | 2000 |                                                |
|                                                | Atyrau Airways                                 | 2                                              | 2009 |                                                |
|                                                | Jana_Arka                                      | 4                                              | 2002 |                                                |
|                                                | Sayakhat Airlines                              | 10                                             | 2005 |                                                |
|                                                | SAN Air                                        | 3                                              | 2005 (Uno era arrendado a Samara Airlines, los otros dos a Bashkirian Airlines) |                                                |
|                                                | Taraz Wings                                    | 1                                              | 1998 |                                                |
| Letonia                                        | Latavio Airlines                               | 8                                              | 1996 (Todos eran Tu-154B) |                                                |
|                                                | Baltic Express Line                            | 2                                              | 1997 (Uno era arrendado a Uzbekistan Airways) |                                                |
| Libia                                          | Libyan Arab Airlines                           | 6                                              | 1974 (Todos eran arrendados a Balkan Bulgarian Airlines) |                                                |
| Macedonia                                      | Avioimpex                                      | 3                                              | 1993 |                                                |
|                                                | META AviaTransport                             | 2                                              | 1993 |                                                |
|                                                | Palair Macedonia                               | 4                                              | 1993 (Tres eran arrendados a Balkan Bulgarian Airlines, uno a VIM Airlines) |                                                |
| Moldavia                                       | Aerocom                                        | 1                                              | 2004 (Fue pintado con los colores de la aerolínea, pero nunca llegó a operar con esta ya que la aerolínea se declaró en bancarrota)                                                                     |                                                |
|                                                | Air Moldova                                    | 9                                              | 1998 |                                                |
| Mongolia                                       | MIAT Mongolian Airlines                        | 1                                              | 1990 |                                                |
| Nicaragua                                      | Aeronica                                       | 1                                              | 1994 |                                                |
| Pakistán                                       | Pakistan International Airlines                | 4                                              | 1993 (Posteriormente la aerolínea arrendaría dos Tu-154 en 1996) |                                                |
|                                                | Shaheen Air                                    | 8                                              | 2005 (solo uno era propiedad de la aerolínea, los otros 7 eran arrendados a Bashkirian Airlines. Uno de ellos sería el involucrado en la colisión sobre el Lago de Constanza)                           |                                                |
| Polonia                                        | LOT Polish Airlines                            | 18                                             | 1994 (de los 18 que operó, 4 eran arrendados a Aeroflot) |                                                |
| Rumanía                                        | TAROM                                          | 12                                             | 1999 |                                                |
| República Checa                                | Ensor Air                                      | 2                                              | 1999 (Uno era arrendado a Travel Service Airlines) |                                                |
|                                                | Travel Service Airlines                        | 1                                              | 1999 (Fue arrendado a Ensor Air) |                                                |
| Rusia                                          | Abakan-Avia                                    | 1                                              | 1999 |                                                |
|                                                | Aerofreight Airlines                           | 6                                              | 2003 |                                                |
|                                                | Aeroflot                                       | 687                                            | 2010 |                                                |
|                                                | Aerokuznetsk                                   | 11                                             | 2001 |                                                |
|                                                | Air Volga                                      | 12                                             | 2002 (Al declararse en bancarrota la aerolínea, solo un aparato se encontraba operativo) |                                                |
|                                                | Alrosa Mirny Air Enterprise                    | 7                                              | 2020 |                                                |
|                                                | Airlines 400                                   | 16                                             | 2004 |                                                |
|                                                | Avial Airlines                                 | 1                                              | 2005 |                                                |
|                                                | AviaExpressCruise Airlines                     | 11                                             | 2003 |                                                |
|                                                | AviaPrima                                      | 5                                              | 1995 |                                                |
|                                                | Aviacon Zitotrans                              | 5                                              | 1998 |                                                |
|                                                | Aviaprad                                       | 2                                              | 2008 |                                                |
|                                                | Baikal Airlines                                | 19                                             | 2001 (quedan 3 en servicio) |                                                |
|                                                | Bashkirian Airlines                            | 23                                             | 2007 (al momento de que la aerolínea se declarase en bancarrota en 2007, había solo cinco Tu-154 en servicio)                                                                                           |                                                |
|                                                | Blagoveshchensk Avia                           | 7                                              | 2002 |                                                |
|                                                | Chernomorsk Avia                               | 3                                              | 2001 (Pasados a UTair Aviation) |                                                |
|                                                | Chita Avia                                     | 7                                              | 2006 (Al momento de la absorción de la aerolínea por parte de VIM Airlines, solo uno se encontraba operativo)                                                                                           |                                                |
|                                                | CNG Transavia                                  | 1                                              | 2003 |                                                |
|                                                | Continental Airways                            | 10                                             | 2007 (al momento de la bancarrota de la aerolínea, solo dos se encontraban operativos) |                                                |
|                                                | Enkor                                          | 9                                              | 2004 (Cuando la aerolínea se declaró en bancarrota, solo operaban 7) |                                                |
|                                                | Interavia Airlines                             | 2                                              | 2008 |                                                |
|                                                | Karat                                          | 8                                              | 2008 |                                                |
|                                                | KrasAir                                        | 15                                             | 2005 |                                                |
|                                                | KD Avia                                        | 3                                              | 2005 |                                                |
|                                                | Kavminvodyavia                                 | 9                                              | 2011 |                                                |
|                                                | Krai Aero                                      | 2                                              | 1993 |                                                |
|                                                | Kuban Airlines                                 | 6                                              | 2006 |                                                |
|                                                | Mavial Magdan Airlines                         | 11                                             | 2000 |                                                |
|                                                | Nizhny Novgorod Airlines                       | 6                                              | 2002 |                                                |
|                                                | Nordavia                                       | 7                                              | 2005 |                                                |
|                                                | Omskavia                                       | 15                                             | 2009 (Al declararse en bancarrota la aerolínea, varios de sus aviones fueron a dar a la flota de S7 Airlines)                                                                                           |                                                |
|                                                | Orenair                                        | 9                                              | 2005 (Aun quedan cinco en servicio) |                                                |
|                                                | Perm Airlines                                  | 13                                             | 2009 (Al momento de la quiebra de la aerolínea, solo había tres Tu-154 operativos) |                                                |
|                                                | Pskov Avia                                     | 1                                              | 2001 |                                                |
|                                                | Pulkovo Air Enterprise                         | 48                                             | 2006 (La mayoría de los aviones que componían la flota de la aerolínea pasaron a manos de Rossiya ya que estas se fusionaron)                                                                           |                                                |
|                                                | Rossiya                                        | 34                                             | 2007 (Aun conservan 6 Tu-154, pero estos son utilizados únicamente por la Fuerza Aérea Rusa) |                                                |
|                                                | Russian Sky Airlines                           | 14                                             | 2003 |                                                |
|                                                | S7 Airlines                                    | 56                                             | 2008 (El último grupo de Tu-154 en ser retirado constaba de 14 aviones) |                                                |
|                                                | Sakha Avia                                     | 14                                             | 2002 |                                                |
|                                                | Samara Airlines                                | 19                                             | 2008 (Tras la quiebra de la aerolínea, 8 de sus Tu-154 fueron desguazados) |                                                |
|                                                | Sayany Airlines                                | 2                                              | 1999 (Uno era arrendado a Aeroflot) |                                                |
|                                                | Sibaviatrans                                   | 5                                              | 2009 (Cuando quebró la aerolínea, solo 2 Tu-154 se encontraban operativos) |                                                |
|                                                | South East Airlines                            | 5                                              | 2011 |                                                |
|                                                | SP Air Transport                               | 3                                              | 2002 (Uno era arrendado a Perm Airlines) |                                                |
|                                                | Transaero                                      | 4                                              | 1992 |                                                |
|                                                | Transeuropean Airlines                         | 4                                              | 1999 (Cuando quebró la aerolínea, solo 2 Tu-154 se encontraban operativos) |                                                |
|                                                | Utair                                          | 2                                              | 2014 |                                                |
|                                                | Ural Airlines                                  | 24                                             | 2011 |                                                |
|                                                | Yamal Airlines                                 | 4                                              | 2010 (En 2010 solo operaban dos Tu-154 en la flota de la aerolínea) |                                                |
|                                                | Zapolyarye Airlines                            | 9                                              | 2011 |                                                |
| Siria                                          | Syrian Air                                     | 3                                              | 2002 (Almacenados en Damasco) |                                                |
| Somalia                                        | Air Somalia                                    | 1                                              | ?? |                                                |
| Turquía                                        | Greenair                                       | 5                                              | 1994 |                                                |
|                                                | Sultan Air                                     | 2                                              | 1992 (Uno era arrendado a Aeroflot, el otro a Air Moldova) |                                                |
| Ucrania                                        | Air Ukraine                                    | 38                                             | 2002 (Al momento que le revocaron la licencia de vuelo a la aerolínea, solo operaban 8 Tu-154) |                                                |
|                                                | Odessa Airlines                                | 8                                              | 1996 |                                                |
|                                                | Tavria Aviakompania                            | 3                                              | 1999 (Uno fue traspasado a Odessa Airlines) |                                                |
| Yemen del Sur                                  | Alyemda                                        | 2                                              | 1989 (Tras la reunificación de Yemen, el único Tu-154 operativo fue pasado a Yemenia Airways. El Tu-154 restante fue destruido en 1996 por un ataque de artillería al Aeropuerto Internacional de Aden) |                                                |
| Yibuti                                         | Daallo Airlines                                | 4                                              | 2003 (Dos de sus Tu-154 eran arrendados a Tajik Air) |                                                |

### Militares

#### Actuales
| Cuerpo                                          | Cantidad de unidades | Notas                                                                   |
| Fuerza Aérea de Bielorrusia                     | 2                    | Uno almacenado. El restante es únicamente para transporte presidencial. |
| Fuerza Aérea del Ejército Popular de Liberación | 3                    |                                                                         |
| Fuerza Aérea del Ejército Popular Coreano       | 4                    | Todos pertenecen a Air Koryo                                            |
| Fuerza Aérea Rusa                               | 4                    | Utilizados para transporte de personalidades.                           |
| Fuerza Aérea de Turkmenistán                    | 10                   | Todos pertenecientes a Turkmenistan Airlines                            |
| Fuerza Aérea de Ucrania                         | 3                    | Siendo retirados.                                                       |
| Fuerza Aérea de Uzbekistán                      | 1                    | Transporte presidencial                                                 |

#### Pasados
Alemania
 República Democrática Alemana
 Bulgaria
 Checoslovaquia
 Cuba
 Polonia
 República Checa
 Unión Soviética

## El Tu-154 en la cultura popular
- En los simuladores de vuelo como el Microsoft Flight Simulator y el FlightGear, han sido creados diversos modelos del Tu-154 por entusiastas de este avión.

- Los músicos V. Logutina y D. Ugolnikov escribieron una canción llamada Tu-154.[39]

- En 1979 se grabó una película soviética llamada La Tripulación, en la cual los protagonistas son tripulantes de un Tu-154 de Aeroflot.

- En el videojuego Call of Duty: Modern Warfare 2, en el mapa multijugador llamado "Terminal" hay un Tu-154 aparcado, cerca de este, hay un Boeing 747.[40]

## Datos de Interés
- El Tu-154 fue el tercer avión en utilizar el sistema de ducto en S, le precedieron el Hawker Siddeley Trident y el Boeing 727.
- Actualmente, el Tu-154 es el avión comercial más rápido en servicio, pudiendo alcanzar una velocidad de 990 km/h.
- El 8 de octubre de 2010, la tripulación del vuelo 514 de Alrosa Mirny Air Enterprise, fue condecorada con la Medalla de Héroe de la Federación Rusa, tras haber logrado aterrizar a salvo su Tu-154M que sufrió una falla eléctrica general a 10 600 m de altura.

### Aeronaves similares
- Boeing 727
- Hawker Siddeley Trident

### Listas relacionadas
- Aviones de pasajeros de Tupolev: Tu-104 · Tu-114 · Tu-124 · Tu-134 · Tu-144 · Tu-154 · Tu-204 · Tu-214 · Tu-334